# Historia del petróleo en la Argentina

Antiguo logotipo de YPF, principal empresa petrolera argentina.

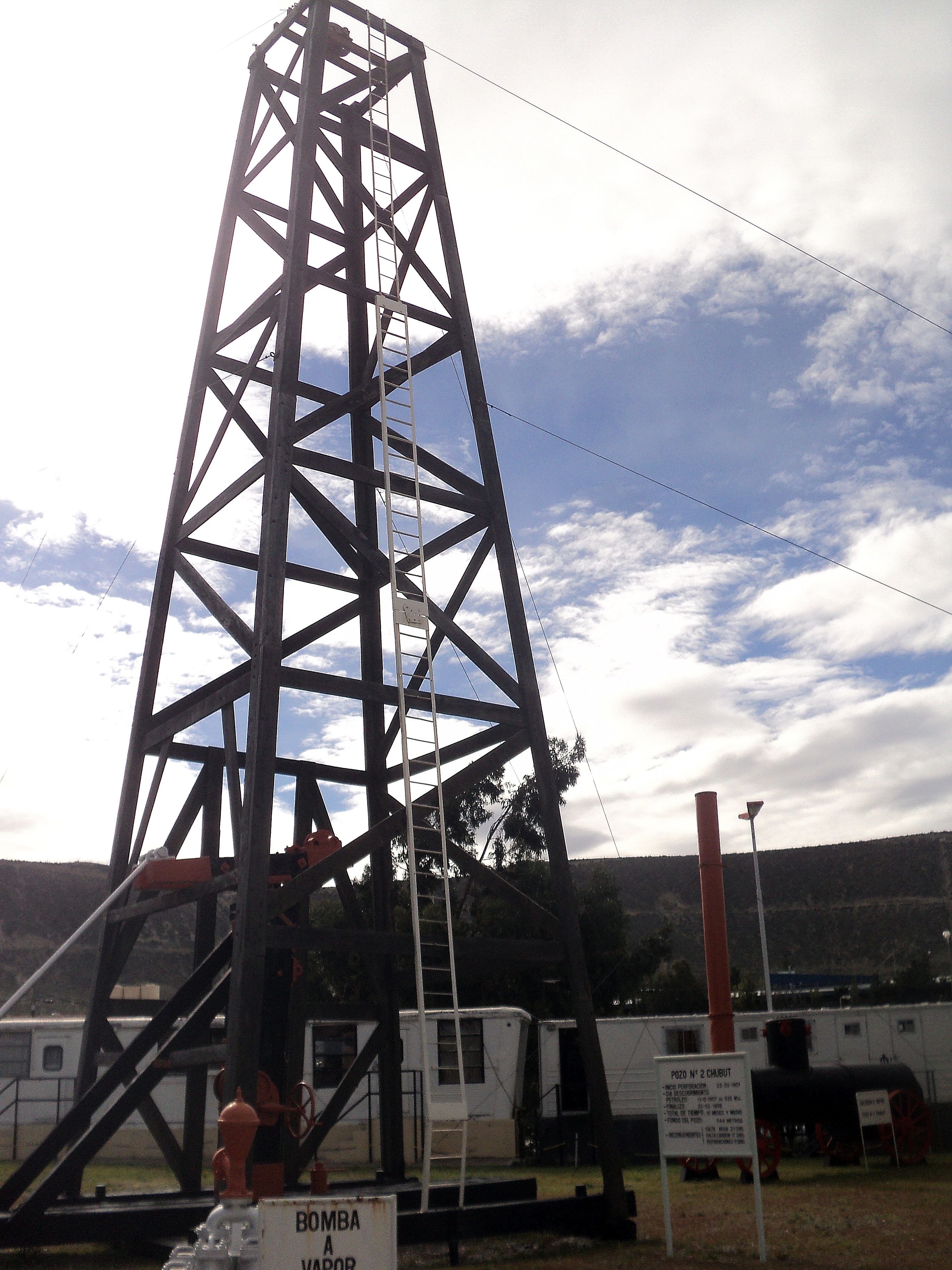
El primer pozo petrolero de Argentina, en Comodoro Rivadavia construido en 1907, se encuentra intacto hasta hoy en día.

Se suele citar el comienzo de la historia del petróleo en Argentina cuando apareció el primer yacimiento con el hidrocarburo el 13 de diciembre de 1907, en el entonces pueblo de Comodoro Rivadavia. Quince años después, Hipólito Yrigoyen fundó Yacimientos Petrolíferos Fiscales (YPF), primera empresa encargada de la extracción, destilación y transporte del petróleo y sus derivados. El petróleo fue un recurso natural muy importante para Buenos Aires algo que no muchos tuvieron en cuenta. El general e ingeniero Enrique Mosconi estuvo a cargo de aquella empresa estatal, habiéndose nombrado director de la petrolera por el presidente de la República Marcelo Torcuato de Alvear. Durante la dirección de Mosconi YPF construyó la gran destilería de La Plata y la empresa triplicó su producción de petróleo, siendo capaz de producir por sí sola tantos hidrocarburos como todas las empresas privadas juntas. Durante el periodo conocido como década infame existieron pocos avances en la producción de petróleo, estancándose el crecimiento de YPF. Después de la década infame asumió Juan Domingo Perón, encontrándose con una YPF con gran debilidad institucional, hacia el fin de su gobierno buscó la ayuda de capitales extranjeros para incrementar la producción, lo que se frustró por la oposición de diversos sectores, incluso dentro de su propio partido, sobre todo por los contratos con una filial de la Standard Oil que se proponían desde el gobierno.
Desde el derrocamiento de Perón en 1955 hasta 1983 la Argentina sufrió lo que algunos historiadores llamaron el periodo de democracia débil, debido al hostigamiento de las fuerzas militares a las instituciones republicanas. El gobierno desarrollista de Arturo Frondizi (1958-1962) firmó varios contratos petroleros con empresas extranjeras con el fin de lograr el autoabastecimiento energético, hecho que se logró en menos de cuatro años. Sin embargo su gobierno fue perdiendo apoyo por su viraje ideológico. En la presidencia de Arturo Illia (1963-1966) algunos de los trece contratos petroleros de Frondizi fueron anulados por ser acusados de «perjudiciales para la Nación», y el país volvió al desabastecimiento. El gobierno de facto de Juan Carlos Onganía modificó la ley 14.773 (realizada por Frondizi), y mantuvo el mismo principio de la propiedad estatal del petróleo, pero eliminándose el monopolio de YPF.
En las gestiones de los siguientes gobiernos militares y civiles no hubo muchos cambios en la política petrolera, sin embargo la producción fue aumentando. En el gobierno de Raúl Alfonsín las reservas descendieron, aunque hubo un pequeño incremento en la producción. La Ley de Reforma del Estado sancionada por el peronismo a fines de 1989, abrió una instancia de desnacionalización de los recursos económicos y energéticos del país. En 1992 el gobierno peronista de Carlos Menem desnacionalizó el petróleo, transfiriendo los yacimientos de hidrocarburos del Estado Nacional a las provincias, pero esta ley también privatizó a YPF, perdiendo el poder de su decisión en política petrolera. La compañía española Repsol compró a YPF y pasó a llamarse Repsol YPF. La petrolera española sobreexplotó los yacimientos, pero no exploraron nuevos. A consecuencia de estas políticas, durante el 2010 y 2012 (gobierno de Cristina Fernández de Kirchner), Repsol YPF tuvo que importar en reiteradas ocasiones, grandes cantidades de nafta, para poder abastecer los surtidores de las estaciones de servicio para automóviles, camiones y máquinas agrícolas. En algunas ocasiones también hubo faltantes de gas, lo que derivó en un pequeño retroceso en la industria. La Argentina es un país muy dependiente del gas, siendo junto a Rusia el país de mayor empleo de gas como energía.
En el primer trimestre de 2012, varias provincias expropiaron áreas que se encontraban en concesión de Repsol YPF, mientras que el gobierno de Cristina Fernández de Kirchner buscaba recuperar parte de YPF. Finalmente, el 16 de abril de ese año, el gobierno argentino decidió expropiar la petrolera, adjudicándose así el 51 % de las acciones en poder de Repsol para el Estado nacional y repartiendo el 49 % restante en acciones para las provincias productoras.

## Antecedentes
Antes del hallazgo en Comodoro Rivadavia, en 1865 en la provincia de Jujuy se realizó una exploración para intentar hallar petróleo, y para ello en aquel año se formó la Compañía Jujeña de Kerosén S.A. Leonardo Villa fue el primer empresario que intentó encontrar petróleo para su comercialización, pensando en el abastecimiento de kerosén destinado al alumbrado público. Pero existía un contratiempo: para poder realizar la exploración, Villa tenía que pedir autorización a las autoridades jujeñas, y después al Poder Legislativo Nacional. Todo ello produjo diversas idas y venidas que, al final, hicieron abortar el proyecto. A fines del siglo XIX, varios emprendedores sufrieron el mismo inconveniente.
En la provincia de Mendoza en 1886 la Compañía Mendocina de Petróleo llegó a realizar varias perforaciones y a extraer una considerable cantidad de petróleo. Al igual que otras actividades privadas en el rubro petrolero en esa época, no tuvo éxito.
En 1902 durante el segundo gobierno de Julio Argentino Roca se creó por medio del Ministerio de Agricultura la Comisión de Estudios de Napas de Agua, Yacimiento Carboníferos e Investigaciones Geológicas. El ingeniero Hermite fue uno de los inspiradores del proyecto. Los descubridores se propusieron principalmente a buscar agua y paralelamente a ello, aprovechar las perforaciones para hacer mapas y estudios geológicos. La comisión impulsó la investigación del subsuelo argentino, reza uno de los informes que:

(...) La comisión ha proseguido activamente su trabajo, examinando el distrito de Chos Malal, Neuquén (...) para explorar los yacimientos carboníferos (...) Al servicio de esta tarea fueron puestas dos perforadoras de corona de diamante, una de cien metros (...) y otra de trescientos metros.

Es un indicio que desde el gobierno, además de agua, se estaba buscando fuentes energéticas.
La explotación de carbón adoleció de algunos problemas: por un lado era desfavorable para los intereses británicos, ya que para ellos era vital la relación «carnes y cereales por combustibles» para mantener una balanza comercial favorable. Aparte, el carbón argentino no tenía mucho poder calórico. No obstante, durante el gobierno de Juan Domingo Perón se llegó a explotar carbón con resultados rentables para el país.
En 1903 se había perforado el pozo 1 en Comodoro Rivadavia, pero solo se llegó aproximadamente a 150 o 170 metros de profundidad, porque el equipo usado no era adecuado para mayor profundidad. Los operarios notaron que había manchas aceitosas en el lodo del pozo; ante la ausencia de un especialista, los trabajadores atribuyeron dichas manchas a pérdidas de lubricante por parte de la bomba de inyección. Este puede ser un indicio de la existencia de hidrocarburos. El pozo 2, denominado Chubut, estaba ubicado tres kilómetros al norte del pueblo y a mil metros de la costa; se empleó una máquina adquirida de Europa para la perforación. El pozo uno fue perforado por orden de la Comisión de Estudios de Napas de Agua y Yacimientos Carboníferos.
A partir de 1904 el gobierno emprendió relevamientos geológicos y mineralógicos en distintas regiones del país, desde finales del siglo XIX se explotaron distintas regiones del país en busca de minerales, para lo cual se compraron en el exterior maquinaria perforadora y equipo de sondaje para petróleo.

## Descubrimiento de los primeros yacimientos

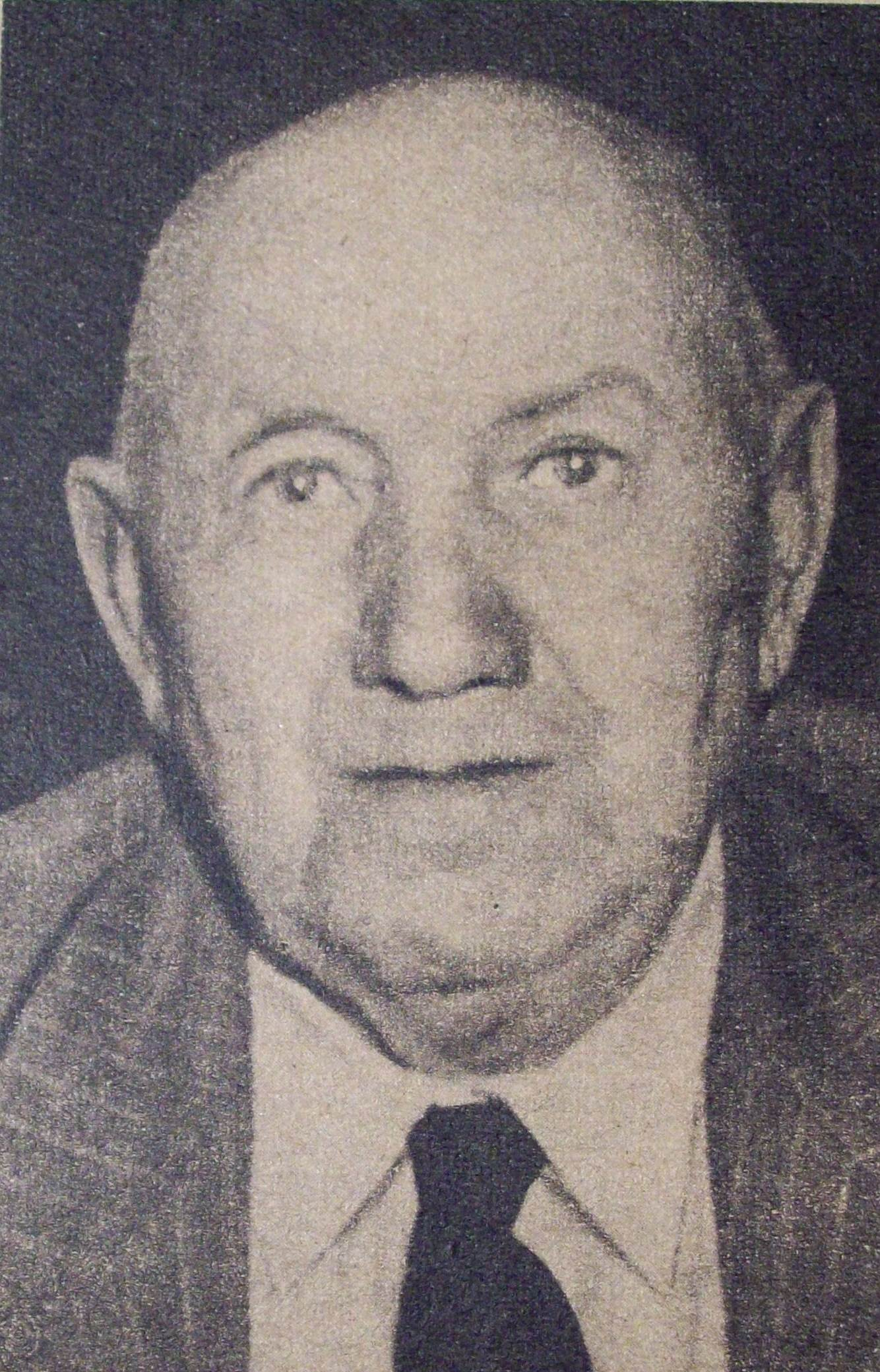
José Fuchs oriundo de Alemania, fue uno de los responsables del descubrimiento de petróleo en Comodoro Rivadavia.

En 1907 se practicó por primera vez una perforación en Comodoro Rivadavia, pero se interrumpió cuando a una de las máquinas se le rompió un engranaje al llegar la perforación a los 175 metros. El ingeniero Enrique Hermitte mandó a Pablo Nogués de viaje a Europa y a Estados Unidos con el objetivo de comprar maquinaria y conseguir personal capacitado para su empleo. El 26 de septiembre de 1904 Hermitte fue nombrado jefe de Minas en reemplazo de Henry Davis Hoskold quien había muerto poco tiempo atrás. De esta forma la Comisión de Napas de Agua y Yacimientos Carboníferos formó parte de la División de Minas, Geología e Hidrología, y más tarde se integraría a la Dirección General, ente que Hermitte dirigiría hasta 1922.
Cuando Julio Keidel se hizo cargo de la sección Geología en 1906, la División de Minas aumentó sus recursos con respecto a 1904, en el citado año Keidel adquirió nuevas perforadoras de Austria, una de ellas sería la responsable del descubrimiento de petróleo. El Ministro de Obras Públicas Ezequiel Ramos Mexía promulgó la Ley de Fomento de los Territorios Nacionales n.º 1532 en 1908, la cual establecía una red de ferrocarriles y la regulación de los ríos de embalse y regadío, así como la reestructuración de los puertos cercanos. El plan estuvo destinado a desarrollar la Patagonia, pero se encontró con la oposición del Ferrocarril Pacífico.
Los primeros yacimientos de petróleo fueron descubiertos en el entonces pueblo de Comodoro Rivadavia. El primero apareció el 14 de diciembre de 1907, cuando una perforadora estaba realizando un pozo para encontrarlo a tres kilómetros del Cerro Chenque. La máquina llegó a perforar cerca de 500 m de profundidad, pero los obreros decidieron abandonar el trabajo puesto que el equipo del cual disponían no les permitía llegar más hondo. Más tarde adquirieron nuevo equipamiento para perforaciones de mayor profundidad. Estos equipos fueron comprados en Europa, y eran del tipo Fauck. Fue el ingeniero Julio Krause, jefe de la sección Hidrología y Perforaciones quien realizó esa compra, mientras que el operativo era planeado por José Fuchs.
Después de nueve meses de trabajo, y llegando a perforar un total de 545 m, comenzó a brotar del suelo un líquido viscoso, aceitoso y con olor a nafta. Las oficinas de Minas en Buenos Aires recibieron un comunicado desde Comodoro Rivadavia que decía: «Se cree haber dado con una napa de kerosene». Krause ordenó suspender la perforación y verificar el hallazgo, y así el 13 de diciembre llegó un nuevo telegrama que confirmó la existencia de hidrocarburos a más de quinientos metros de profundidad, por lo que se comunicó oficialmente el descubrimiento de un yacimiento de petróleo en Comodoro Rivadavia. Cuando se descubrió el petróleo se formaron dos grandes interrogantes: por un lado el tema de quien sería el propietario del recurso, y la otra con respecto a qué empresa o emprendedor debería explotar los hidrocarburos. Fuchs había ordenado perforar más allá de los 500 m, pese a que estaba en riesgo la integridad de la maquinaria:

Sírvase hacer presente al señor [José] Fuchs que esta Sección desearía llevar la perforación a la mayor profundidad posible, pero siempre que a juicio de él no haya ningún peligro de ruptura, pues el poder la máquina es teóricamente de 500 metros.
Telegrama de Julio Krause a Beghin, 15 de noviembre de 1907.

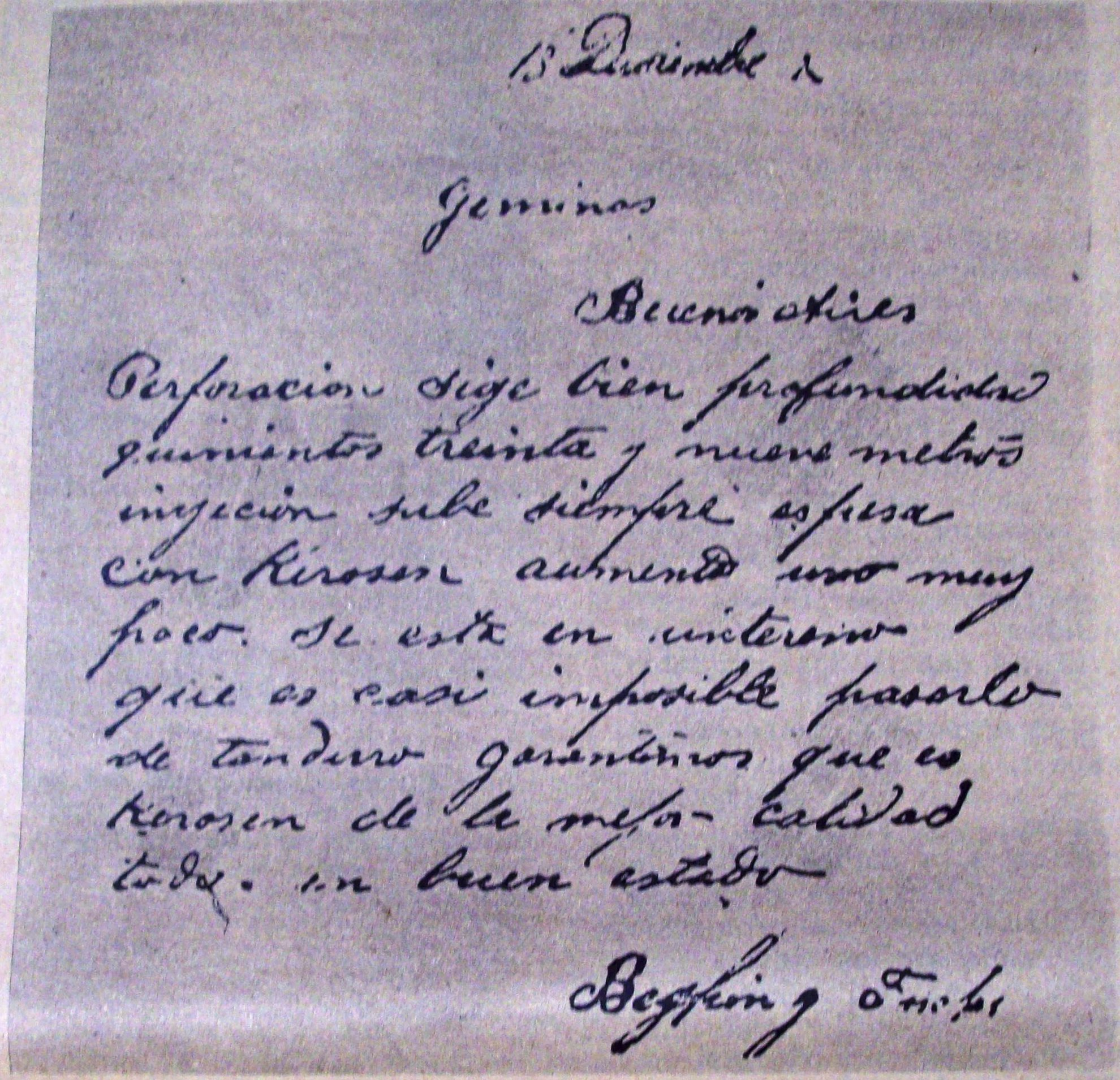
Carta de comunicación del descubrimiento de petróleo en Comodoro Rivadavia, 1907.

Por medio de un decreto se creó el 24 de diciembre de 1910 la Dirección General de Explotación de Petróleo de Comodoro Rivadavia, la primera comisión administrativa estatal, con el objetivo de planificar, controlar y administrar la explotación de las riquezas energéticas. Su primer presidente fue Luis Huergo, quien mostraba enemistad con la Standard Oil, mientras que mostraba cierta admiración por el capital británico. La Dirección fue el antecedente de lo que más tarde se conoció como Yacimientos Petrolíferos Fiscales. Funcionó entre 1910 y 1922 y fue dirigida por una comisión integrada por los ingenieros Hermitte y Luis Huergo.
Según el director de Minas, Geología e Hidrografía Enrique Hermitte, 

el descubrimiento del petróleo en Comodoro Rivadavia es una consecuencia, si no directa, por lo menos mediata del superior decreto de octubre de 1904 disponiendo la confección del Mapa Geológico y Económico de la República y de la manera cómo se encaró su resolución.

También es notable la declaración de Francisco Moreno:

Agua potable no van a encontrar, esto se lo puedo decir casi con seguridad, pero es fácil que encuentren otra cosa de tanto o más valor; yo estoy convencido que debe haber petróleo debajo de estos campos y para averiguar esto es necesario que se hagan perforaciones, así que soliciten nomás la perforadora que yo les voy a ayudar en sus gestiones.
Francisco Moreno, 1901.

Las declaraciones de Hermite y Moreno, sumadas al reciente revisionismo histórico, han sugerido que –en contra posición de lo que se suele creer– en Comodoro Rivadavia el hallazgo de petróleo había sido planificado, con objetivos precisos, y no por accidente como se pensó durante muchos años.

## Estado y petróleo

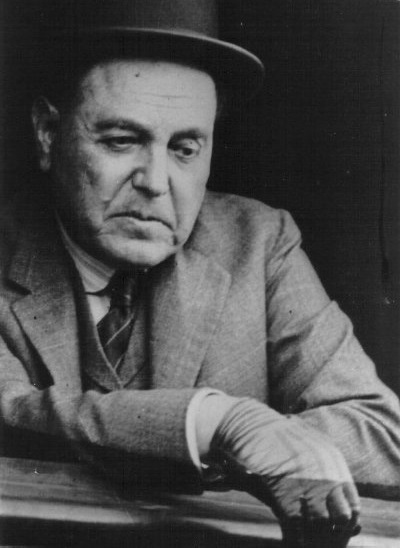
Hipólito Yrigoyen fundó YPF en 1922, la empresa estatal logró un gran crecimiento durante el siguiente gobierno radical.

En lo que respecta al transporte automotor, donde los derivados medianos y livianos del petróleo son los combustibles por excelencia –aunque en alguna forma se había intentado el empleo de gasógenos portátiles de carbón y madera– el petróleo fue ganado cada vez más terreno y zona de influencia. Desde un punto de vista general, mientras en 1913 las industrias que empleaban petróleo constituían el 6 % y carbón el 89 %, en 1929 constituyen el 17 y 74 % respectivamente. Con esta breve síntesis queda puesto de manifiesto el papel que le tocaba desempeñar al petróleo, como principal material para producir energía en la industria y para mover los transportes. Pero el progreso de la industria petrolera de 1915 a 1925 fue algo lento.
La producción del año 1910 fue de 3300 m³: solo había alcanzado a cubrir las necesidades del propio yacimiento y de una línea local de los Ferrocarriles del Estado. Existió una modesta destilería en Campana, perteneciente a la Compañía Nacional de Petróleo, que desde 1905 destilaba escasas cantidades de producto importado. Hasta 1925 –cuando se inauguró la gran destilería de La Plata– la industria del petróleo argentino era de por sí insuficiente e inadecuada. Se refinaba apenas una cuarta parte con el objetivo de extraer los productos más valiosos como nafta, queroseno, aceites, dejando los residuos –fuel oil– para el consumo directo de los hogares y calderas. Poco cuentan, en ese sentido, las pocas y rudimentarias destilerías particulares que existían antes de 1925, y solo a partir del año siguiente comienza una era de activo y científico aprovechamiento del petróleo. Entre 1924 y 1925 se botaba la riqueza petrolífera extraída a flor de tierra, ya que la mayor parte era utilizada en su condición natural como combustible para calderas, se usaba la destilación únicamente para separar la fracción más liviana. La Compañía Nacional de Petróleo se había formado con capitales nacionales y fue dirigida en sus inicios por Guillermo Padilla, presidente de la Unión Industrial Argentina. Su producción se estimaba en 30 000 m³ de queroseno y pequeñas cantidades de nafta y fuel oil. En 1910 la Compañía Nacional de Petróleo recibió inversiones privadas por el monto de 7.5 millones por parte de la Standard Oil.

### La Gran Guerra y sus consecuencias
La crisis causada por la Primera Guerra Mundial no fue suficiente para decidir a los gobiernos –primeramente el conservador de Victorino de la Plaza y luego el radical de Hipólito Yrigoyen– a tomar medidas firmes a favor del aumento de producción, así fuese por parte de empresas privadas o de alguna repartición pública. Mientras la demanda de petróleo y sus derivados y también la de carbón iban en ascenso y la provisión desde Europa se reducía prácticamente a cero, el aumento de la producción nacional crecía aparentemente muy rápido, pasando de algo menos de 44 000 toneladas en 1914 a 215 000 en 1918. Sin embargo, las importaciones de carbón habían disminuido de 3.41 millones de toneladas a 821 000 toneladas en el mismo período, lo que significaba una caída mucho más importante que el aumento de la producción petrolífera. El gobierno no atinaba a forzar su aceleración, mientras las escasas industrias y los ferrocarriles estaban casi impedidos de conseguir carbón, con lo que tuvieron que limitar el funcionamiento de sus máquinas. Gran parte del petróleo producido se gastaba no en industria y transporte, sino en calefacción de hogares y oficinas. Las usinas eléctricas de las localidades del interior se vieron forzadas a funcionar basándose en la combustión de marlos de maíz.
La participación de empresas privadas en la explotación de yacimientos argentinos se benefició de un aumento notable de producción después de la guerra: en 1918 ellas concurren con menos del 10 %, sube en 1921 a más de 14 %, en 1924 a 25 %, y en 1926 a 41 %. Las compañías privadas que se habían organizado para explotar napas petrolíferas llegaron a sumar 37, de las cuales en 1927 solo 13 permanecían en actividad, y de ellas solo tres con una producción digna de mención. En los años subsiguientes a 1920 la industria petrolífera nacional aumentó su producción entre un 20 a 30 % anualmente; pese a tan importantes mejoras, no se logró detener la importación de hidrocarburos extranjeros, índice cierto que la actividad industrial del país marchaba más de prisa que su industria de los combustibles. En el mismo lapso el consumo de petróleo se elevó de 140 000 toneladas –de las cuales solo veinte mil eran de origen nacional– en 1913, unas 530 000 toneladas en 1919 –de las cuales menos de doscientos mil nacionales—. El consumo de petróleo –como se observa– fue muy bajo en aquellos años, y mínima su producción nacional. La participación de combustibles de origen nacional, sobre el consumo total, fue del orden del 15 %. Los industriales atribuyeron una enorme importancia al combustible, en lo que respecta a la marcha de sus empresas. De una consulta practicada por la UIA en 1916 surgió que la incidencia del costo de combustible sobre el valor total de producción en las manufacturas nacionales, llegaba a adquirir, en algunas de ellas proporciones extraordinarias. El 6 de mayo de 1914 se puso en funcionamiento la primera destilería fiscal de Comodoro Rivadavia. A partir de 1914 se intensificó la explotación fiscal, y a partir de 1916 ingresaron al país algunas empresas particulares.
En septiembre de 1915 la UIA solicitó al Congreso que no sancionase el proyecto de aumento del 25 % en el gravamen al gasoil importado, que habría hecho elevar su precio de 70 a 130 $ la tonelada. Este hecho destaca la importancia adquirida por los derivados del petróleo extranjero, en momentos que la producción nacional era muy rudimentaria y mermaba el carbón europeo; el pedido tuvo favorable acogida. En 1912 la producción argentina de petróleo no gravitaba sobre la producción mundial, mientras que en 1922 la misma representaba un 0.4%.
Un efecto secundario de la crisis energética causada por la Gran Guerra fue la aparición entre los oficiales de las Fuerzas Armadas y entre los intelectuales, especialmente jóvenes, de la preocupación por los efectos de la dependencia de combustibles importados. Autores como Enrique Ruiz Guiñazú o Alejandro Bunge sostuvieron que sin lograr el autoabastecimiento petrolero y/o carbonífero, la Argentina quedaba obligada a posponer sus intereses a los de los países centrales, que privilegiarían la provisión a su industria, su comercio y su aparato de guerra. Este nacionalismo intelectual incorporaría rápidamente también reclamos por una industria siderúrgica propia, y por la industrialización en general.

### Yrigoyen y el intento de nacionalización del petróleo
El gobierno de Hipólito Yrigoyen anunció el Plan de Tierra y Petróleo, por el cual se intentó que el Estado se reservara un papel de intervención decisivo. Desde diciembre de 1916 intentó repetidamente la sanción de una ley por la que se reservaba al Estado nacional la propiedad y la decisión sobre la explotación de petróleo en todo el país, y otra por la que se contraería un empréstito por cien mil millones de pesos destinados, entre otros objetivos, a fundar una empresa petrolera estatal. No fue apoyado siquiera por los diputados radicales; los únicos diputados que se unieron a la idea fueron Rodolfo Moreno y Carlos Francisco Melo, que presentaron, en agosto de 1917 un proyecto de nacionalización de todos los yacimientos de petróleo, hierro y hulla, que no prosperó.
En 1919 el presidente mandó al Congreso un proyecto de trece capítulos donde detallaba el régimen legal, técnico, económico y financiero del petróleo. El proyecto tenía como finalidad el principio del dominio estatal de los yacimientos. Días más tarde se adjuntó a este proyecto uno más, que declaraba de utilidad pública a todos los elementos necesarios para la explotación del petróleo. Pero estas iniciativas quedaron trabadas por un tiempo en el Congreso. En 1921 el Poder Ejecutivo mandó un mensaje al Congreso insistiendo por la sanción de los proyectos mencionados anteriormente, pero el mensaje no dio resultado.
Durante casi toda la gestión presidencial de Yrigoyen, la Dirección General de Explotación de Petróleo de Comodoro Rivadavia fue ocupada por el marino Felipe Fliess, con muy buenas intenciones, muy escasa experiencia en el área y muy poco dispuesto a disputar poder con otros funcionarios cuyas iniciativas coartaban las suyas; en particular con el presidente, que insistía en tener el área bajo su control personal.
Ante la falta de respuestas a su intención de nacionalizar el petróleo, el 3 de junio de 1922, casi al final de su mandato, Yrigoyen decretó la creación de la Dirección Nacional de Yacimientos Petrolíferos Fiscales como una dependencia del Ministerio de Agricultura:

Se reserva, pues, para el estado, en razón de la incorporación de estas minas de petróleo a su dominio privado, el derecho de vigilar toda explotación de esta fuente de riqueza pública, a fin de evitar que el interés particular no la malgaste, que la ignorancia o precipitación la perjudique, o la negligencia o la incapacidad económica la deje improductiva, para lo cual se adoptan en el proyecto disposiciones que fijan y garantizan un mínimo de trabajo y las formas convenientes de realizarlo. Con el mismo concepto se ponen trabas a la posible acción perturbadora de los grandes monopolios (...) El estado como encarnación permanente de la colectividad tiene el derecho de obtener un beneficio directo sobre el descubrimiento de estas riquezas. A eso responde la participación que se reserva el estado en el producido neto y bruto de las explotaciones, en forma sin embargo que no reste estímulo al interés privado; tanto más cuanto la mayor parte de dicha participación se destina a servicios públicos, necesidades de la armada, de los transportes ferroviarios, marítimos y fluviales, etc., que resultarán en beneficio inmediato para los mismos y otra buena parte para fomentar el desarrollo de esta misma industria minera.
Mensaje de Yrigoyen enviado al Congreso Nacional, 1919.

YPF seguiría la labor iniciada por la División de Minas, que ya había hecho con éxito su tarea de prospección, explotación e industrialización del petróleo nacional, y llegaría a ser en poco tiempo la empresa más grande destinada a explotar y comercializar petróleo. La empresa nació por deseo del gobierno nacionalista, y por otro lado también gracias a un pujante sector militar que también profesaba el nacionalismo económico. Pero también, aunque menos conocido, existía un tercer interesado en el asunto: el interés británico –más adelante interesados más que nada en la compañía mixta– para frenar el avance de la estadounidense Standard Oil.

### Enrique Mosconi

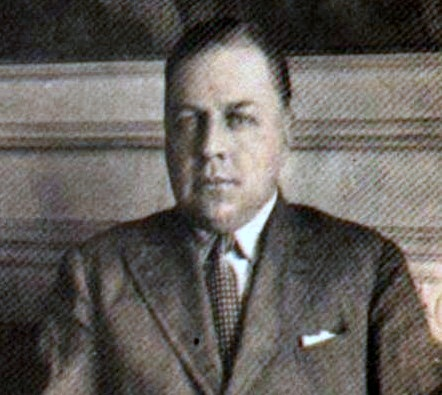
El general Enrique Mosconi estuvo a cargo de YPF desde 1922 hasta el golpe de Estado de 1930.

El siguiente gobierno radical, encabezado por el presidente Marcelo T. de Alvear, le ofreció la conducción de esta nueva empresa al general e ingeniero Enrique Mosconi, quien ocupó la dirección de YPF entre 1922 y 1930, e impulsó la idea de «la propiedad del subsuelo es un derecho inalienable del país». Para sorpresa de Inglaterra, YPF tomó riendas distintas a las que ellos pretendían; bajo la administración Mosconi la estatal petrolera se resistió al imperialismo mundial. YPF llegó a tener cincuenta mil empleados. Mosconi pensó en un principio en implementar el nacionalismo integral, en consonancia con el sistema de la Anglo Persian, una sociedad mixta del Estrado con las empresas extranjeras. Pero abandonó rápidamente esa idea para volver a su proyecto inicial en 1928, argumentando que no quedaba otra opción que el monopolio estatal de forma integral, es decir, que el Estado se ocupe de la explotación, destilación y distribución, ya que de otra forma sería imposible vencer a las corporaciones del capital privado. Con YPF, Argentina fue el segundo país en todo el mundo en tener una petrolera estatal integrada verticalmente, siendo el primero la Unión Soviética.
Mosconi se había dado cuenta de que era imperioso romper con los trusts cuando, ejerciendo la Dirección del Servicio de Aeronáutica del Ejército en 1922, la West India Oil (subempresa de la Standard Oil de Nueva Jersey), le pidió pagar por adelantado la nafta para aviones. Mosconi ha dicho sobre este episodio que:

Advierta que el Servicio Aeronáutico del Ejército no debe un centavo a su compañía; que se trata de una repartición militar solvente y dependiente del Ministerio de Guerra y que, por lo tanto, no sólo me sorprenden sus manifestaciones y su exigencia, sino que las considero impertinentes y no las acepto.

(...) Allí, en el mismo escritorio me propuse juramentándome conmigo mismo, cooperar con todos los medios legales para romper los trusts.
Enrique Mosconi.

Algunas ciudades como Comodoro Rivadavia, en Chubut, Plaza Huincul, en Neuquén, Las Heras, Cañadón Seco y Caleta Olivia, en Santa Cruz se asentaron debido a la proximidad de los yacimientos.
Cuando en 1918 terminó la Primera Guerra Mundial, se inició un período expansivo para la naciente industria petrolera argentina. La paz permitió normalizar las relaciones comerciales y financieras internacionales; así se pudo lograr mayor disponibilidad de materiales, equipos, fletes y capitales. En esa época apareció el motor de combustión interna, que ocasionó una segunda revolución industrial y aumentó la demanda de combustibles. La expansión de los automóviles como medio de transporte auguraba una demanda sostenida de productos derivados del petróleo, principalmente combustibles, aceites y grasas. En el periodo citado las empresas estadounidenses y europeas también empezaron a expandirse en varios países en busca de reservas; estas acciones en muchos casos estuvieron avaladas por los respectivos gobiernos, preocupados por contar con el tan requerido mineral estratégico.
Con el apoyo gubernamental del gobierno de Alvear, Mosconi impulsó el crecimiento de YPF con el objetivo de alcanzar el autoabastecimiento de petróleo, vital para el desarrollo autónomo del país, y promovió medidas tendientes a disminuir la competencia entre YPF y las empresas extranjeras. Logró la construcción de una gran destilería en La Plata que comenzó a funcionar el 23 de diciembre de 1925, con el objetivo de independizar al país de la compra de naftas. Cuatro meses después de su habilitación comenzó la producción de nafta para aviones. Esta planta industrial fue la décima destilería más grande del mundo. Carlos Madariaga, vocal del directorio de YPF, solventó con dinero de su propia fortuna algunas obras para la petrolera estatal. Gracias a ello, la producción de naftas que en 1922 era inexistente, logró en 1928 que YPF vendiese cien millones de litros de ese combustible, además de veinticinco millones de litros de queroseno.
La Standard Oil obtuvo en 1925 concesiones por parte del conservadurismo en Salta, pero el gobernador yrigoyenista Julio Cornejo las anuló en 1928. Gracias a los citados decretos que se promulgaron en 1924, el gobierno de Marcelo T. de Alvear fue restringiendo las concesiones de explotación que tenían las compañías privadas, y simultáneamente se fueron delimitando extensas áreas con reservas petrolíferas para ser explotadas por el ente nacional que dirigía Mosconi. Legisladores en su mayoría radicales yrigoyenistas pensaban que el petróleo debía nacionalizarse, y por ello se debía establecer un monopolio estatal para su explotación. Finalmente la nacionalización del petróleo fue votada por yrigoyenistas, antipersonalistas, socialistas, socialistas independientes e inclusive ciertos sectores conservadores. En 1929, casi al final del periodo radical, las empresas privadas que producían petróleo eran la Compañía Ferrocarrilera, la Anglo-Persian Oil Company ambas de capital inglés, la Standard Oil de capital estadounidense, Astra de capitales alemanes y argentinos, y la Royal Dutch de capital holandés. YPF producía prácticamente la misma cantidad de petróleo que todas estas empresas juntas citadas anteriormente.
Durante el periodo histórico conocido como república radical se triplicó la producción de petróleo de 348 888 m³ en 1922, a 872 171 m³ en 1929. Gracias a los avances de la empresa estatal, en agosto de 1929 Mosconi rebajó el precio de la nafta en todo el país, concretando una nueva rebaja tres meses más tarde, para así competir con las petroleras extranjeras.

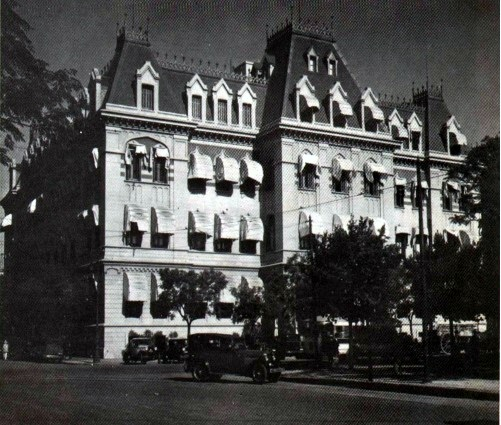
Primer edificio de YPF en Paseo Colón 922.

Mosconi dijo sobre la autonomía energética:

Así como la emancipación política del continente se selló con las corrientes libertadoras de [Simón] Bolívar y de [José de] San Martín, realicemos nuestra independencia económica (...) Sólo entonces habremos dado término integral al mandato de nuestros libertadores, asegurando la felicidad y el bienestar de nuestros pueblos.
Enrique Mosconi.

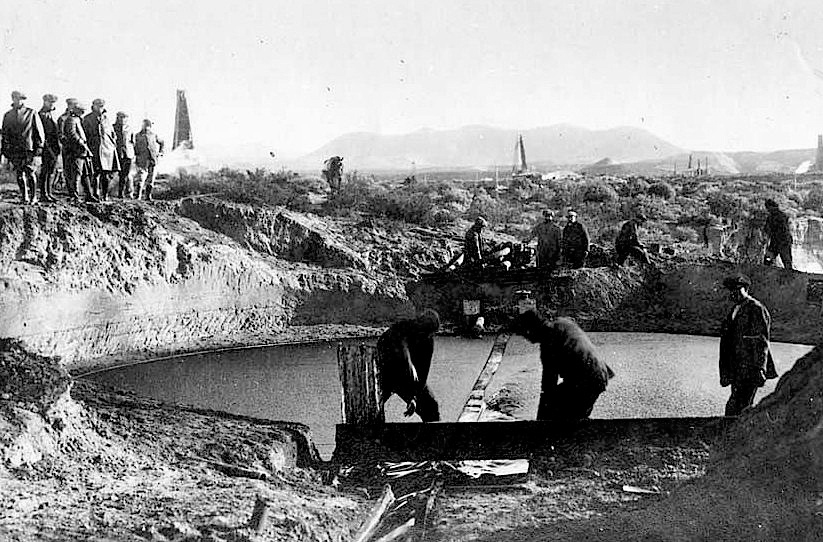
Un grupo de empleados de YPF trabajan en el pozo 128 de provincia de Chubut, año 1923.

Para 1914, las estaciones surtidoras de combustibles se repartían mayoritariamente entre las compañías Energina y Wico, inglesa y estadounidense respectivamente, precisamente en el citado año se instaló el primer surtidor en plaza Lorea. La instalación de estas empresas extranjeras fue habilitada mediante una ordenanza de diciembre de 1915, la cual prohibía que dos surtidores se coloquen a menos de cuatrocientos metros. Sin embargo, hacia 1917 existía un monopolio de la empresa estadounidense West India Oil Company (WICO), el 95 % de querosén y el 80 % de la nafta era vendido por la empresa, además tenía el monopolio del abastecimiento de los surtidores en la ciudad de Buenos Aires. La petrolera estatal YPF inauguró el primer surtidor de querosén el 22 de febrero de 1923 en Buenos Aires, tres meses más tarde se instalaron seis más. El 20 de junio en Mitre y la Avenida Rosales se construyó el primer surtidor de nafta para vehículos. El industrial Torcuato Di Tella fue quien se encargó de su fabricación, no sin antes consultárselo a su amigo, el general Mosconi. Tanto el petróleo como la cuestión de lograr el autoabastecimiento, se convirtieron en temas de campaña durante el año 1928, cuando comenzó la explotación del petróleo en la provincia de Salta. En 1933 se descubrió petróleo en Tranquitas.
En 1922 solo el yacimiento de Comodoro Rivadavia se encontraba en explotación, el cual producía 450 000 m³ anuales, YPF cuyo capital anual a octubre de ese año rondaba los 62 millones de pesos, produjo 320 863 m³, mientras que las compañías particulares 97 972. En 1923 la producción de los yacimientos fiscales se duplicó llegando a 381 868 m³, duplicando la producción particular. Los números correspondientes al año 1925 fueron: 589 922 y 333 691 de YPF y compañías privadas respectivamente, al año siguiente estas cifras se fueron a 680 870 y 477 674. El Poder Ejecutivo dictó un decreto el 10 de enero de 1924 a pedido de Mosconi, por el cual se habilitaba la ampliación de la reserva petrolífera fiscal al sur y la creación de nuevas reservas de explotación oficial en los territorios nacionales de La Pampa, Río Negro, Neuquén, Chubut, Santa Cruz y Tierra del Fuego. Un nuevo decreto del 30 de octubre permitió a YPF hacer perforaciones para exploración y avanzada en tierras libres de pedimentos mineros de la zona de Comodoro Rivadavia. Solo la producción de Comodoro Rivadavia y Plaza Huincul durante el citado año fue de 474 602 m³. En 1927 la producción de petróleo alcanzó los 802 026 m³ –casi el doble de 1922– de los cuales el 76.6 % era de origen estatal, proveniente de 508 pozos producidos durante el periodo. Las ventas de los subproductos aumentaron y decrecieron las importaciones de naftas. En 1928 se aprobó un convenio para operaciones de transporte de petróleo y sus derivados entre YPF y Ferrocarriles del Estado.
Mosconi emprendió una gira interamericana para incentivar a las naciones vecinas a que emprendan su propia independencia petrolera. El primer país en seguir el ejemplo fue Uruguay, mientras que Bolivia creó YPFB en 1936, Brasil hizo lo propio en 1938 con Petrobrás, y el general Lázaro Cárdenas del Río, jefe de Estado de México creó la actual petrolera pública paraestatal PEMEX, nacionalizando sus recursos energéticos.

### Debate parlamentario por la estatización
En el periodo de 1920 a 1937 las empresas privadas tenían el 49 % de la producción de petróleo, mientras que la estatal YPF tenía el 51 % restante. Las empresas privadas –subsidiadas por los trusts petroleros– tenían una destacable tarea en la refinación, importación y comercialización de los combustibles. Pero los conflictos entre las productoras privadas, las provincias y el Estado eran permanentes, de modo que a fines de los años 1920 se suspendieron las concesiones y se establecieron controles sobre los precios de combustibles y sus derivados. Yrigoyen intentó implementar durante su segunda gestión presidencial una política en donde la gestión petrolífera estuviera en manos de la Nación. Pero esto fue mal visto por las oligarquías feudales que aún gobernaban algunas provincias, además de los intereses extranjeros que inclusive llegaban al Senado impidieron que se sancionase la ley de nacionalización del petróleo.
El radicalismo inició el debate en torno a la nacionalización del petróleo en la Cámara de Diputados en 1927. Existieron opiniones encontradas dentro del recinto, los socialistas apoyaban la explotación mixta mientras que los radicales antipersonalistas y los conservadores se oponían al proyecto. Finalmente tras tres meses la Cámara, se aprobó la iniciativa en septiembre de 1928 con votos de los socialistas independientes, más los propios yrigoyenistas, la Cámara de Diputados sancionó el proyecto de ley de monopolio estatal del petróleo. Desde el Poder Ejecutivo se creó por iniciativa de Ricardo Rojas el Instituto del Petróleo para la especialización en materia del recurso y sus derivados. En enero de 1930 el presidente reclamó ante el Senado por la falta de tratamiento sobre el proyecto, sin resultados positivos. Durante el periodo radical se redujeron de 135 a 35 mil hectáreas las tierras en poder de las empresas petroleras. Se llegó a pensar en un convenio con la Unión Soviética de intercambio de petróleo por lana, extracto de quebracho, cueros y caseína, pero el acuerdo no llegó a materializarse. A fines de 1929 los locales para vender productos de YPF eran 945, y la empresa tenía 1058 surtidores. El proyecto de monopolio estatal estaba ya en el senado, pero la cámara nunca lo trato, y la Corte Suprema de Justicia lo declaró inconstitucional. La ley de nacionalización de petróleo se derrumbaría junto al yrigoyenismo en 1930.
El 1 de agosto de 1929 la empresa petrolera estatal YPF decidió intervenir en el mercado petrolero para fijar el precio y romper los trusts. Un año más tarde, el golpe de Estado de 1930 truncó toda posibilidad de nacionalizar los hidrocarburos, una iniciativa del gobierno radical que fue uno de los motivos de aquella conspiración. Yrigoyen expresó en su mensaje al Congreso:

Las leyes mineras nacionales, coincidentes con principios de derecho civil adoptados por nuestro código, fueron dictadas en una época en que no podía sospecharse el valor económico y la importancia social que adquirirían en el futuro los aceites minerales o hidrocarburos industrializados y puestos en el comercio. De ahí que no introdujera una excepción dentro del régimen legal adoptado a las substancias naturales existentes en el subsuelo, distribuyendo su dominio entre la Nación y las provincias en concordancia con su soberanía política, lo que significa entregar la dirección de los enormes intereses de todo orden relacionados con el petróleo, a criterio administrativo múltiple, cambiante y frecuentemente contradictorio de catorce jurisdicciones, además de la jurisdicción federal (...) Es suficiente enunciar ese estado de cosas para comprobar sus graves inconvenientes y hasta sus peligros evidenciados ya en la alineación precipitada de concesiones por algunos gobiernos provinciales, cuyas inconsultas medidas suscitaron tan justificadas inquietudes y que, revocadas más tarde por el cambio de pensamiento emergente de la renovación de los poderes locales, han dejado tras de sí secuela de conflictos, sometidos actualmente a la competencia de la Suprema Corte de Justicia de la Nación.
Mensaje de Yrigoyen al Congreso, 1929.

## La Década Infame
El 6 de septiembre de 1930 se produjo el primer golpe de Estado de la etapa constitucional en Argentina, cuando el general José Félix Uriburu derrocó a Hipólito Yrigoyen. Uriburu gobernó por dos años intentando implementar un régimen totalitario al compás de lo que sucedía en Europa en esos años. Pero el escaso apoyo (dentro del sector castrense inclusive) lo hicieron desistir de la idea. En la década subsiguiente la Argentina estuvo gobernada por presidentes elegidos bajo elecciones fraudulentas, periodo histórico conocido ampliamente como década infame. En este marco de inconstitucionalidad, el 10 de septiembre de 1930 el general Enrique Mosconi renunció al directorio de YPF –cuatro días después de producido el golpe– negándose a trabajar con un gobierno de facto, Enrique Zimmerman fue quien ocupó la dirección de YPF.
Durante la década de 1930, Raúl Scalabrini Ortiz argumentó que la empresa estadounidense Standard Oil había desempeñado un papel relevante en los preparativos del golpe de 1930. En su tesis afirma la existencia de una conspiración para sacar a Yrigoyen del poder y bloquear toda posibilidad de nacionalizar las fuentes energéticas. Una muestra de ello fue que Matías Sánchez Sorondo, consejero legal de la Standard Oil y abogado en el juicio contra la provincia de Salta junto con el exministro Manuel Montes de Oca y el intendente de la Capital Rómulo Naón, fue nombrado Ministro del Interior. Por su parte, los ministros del gobierno de Uriburu Ernesto Bosch, Octavio Pico y Horacio Beccar Varela habían desempeñado cargos en empresas petroleras británicas. Pese a que se ha argumentado que no existen pruebas documentales que relacionen estos vínculos con el golpe de Estado, las ventajas parciales a favor de las empresas extranjeras fueron abundantes durante la dictadura y el gobierno subsiguiente; y no solamente a favor de las empresas británicas y estadounidenses: el entonces teniente coronel Emilio Kinkelín, secretario general de la presidencia representaba intereses de empresas alemanas. La única empresa extranjera que fue perjudicada por los gobiernos de la Década Infame fue la Iuyamtorg, empresa soviética de capitales estatales que fue repetidamente acusada de complicidad con el yrigoyenismo y de propaganda comunista, y finalmente forzada a la liquidación de su capital.
El intendente municipal de la ciudad de Buenos Aires José Guerrico dio vía libre a las empresas Wico de Estados Unidos y Energina de Reino Unido para instalar surtidores de nafta a una distancia de menos de 400 metros (cuatro cuadras) de donde estaban los de YPF, alegando que no podía aceptarse un monopolio del Estado. Su sucesor Rómulo Naón le negó a particulares del país instalar surtidores, y por resolución del 16 de junio autorizó a Energina a seguir explotando los 35 que ya tenía. El Concejo Deliberante aprobó una ordenanza propuesta por los socialistas que anulaba la citada resolución, llevando las cosas al estado como estaban antes del golpe del 6 de septiembre, pero Naón vetó la ordenanza, y permitió que Energina y Wico instalaran otros 46 surtidores.
En 1932 se aprobó en el Congreso la ley orgánica n.º 11.668, la cual le adjudicaba a YPF el estudio, exploración y explotación de los yacimientos energéticos sólidos, líquidos y gaseosos que el Estado tenía en su dominio o descubriera en el futuro, y la industrialización, transporte y venta de esos hidrocarburos y sus derivados directos e indirectos. El problema radicaba en que se ponía a YPF bajo las mismas condiciones que las empresas privadas, pero además y más grave aún, era que no se le permitía importar petróleo. Mosconi había advertido la importancia de que YPF pudiera importar libremente, ya que en el caso de que las maniobras de las empresas privadas actuaran contra los intereses del país, YPF podría responder aumentando sus reservas, comprando petróleo extranjero. Yrigoyen elevó un escrito a la Corte Suprema de Justicia denunciando la actitud entreguista en materia de petróleo.
En 1935 se sancionó la ley 12.161 de Régimen Jurídico del Petróleo, que introdujo la sociedad mixta como forma de participación del Estado. La nueva normativa aceptaba que el dominio útil de las fuentes energéticas fósiles, fuera delegado y compartido con las empresas privadas en sociedades mixtas.
Durante el gobierno de facto de Uriburu, las empresas petroleras privadas prácticamente duplicaron la producción, pero en cambio YPF creció menos del 10 %. Se creó la reserva fiscal de Tierra del Fuego.
Los decretos que delimitaban zonas de explotación exclusivas para YPF en Salta fueron objetados por la empresa estadounidense, la cual querelló al gobierno de Salta y finalmente conseguiría que la Corte Suprema de la Nación los declarara inconstitucionales en 1931, medida contra la cual Hipólito Yrigoyen protestó desde su presidio en la isla Martín García.
En el año 1931 se empezaron a construir dos destilerías privadas, una de ellas en Dock Sud, mientras que se construyó una planta de aceites lubricantes, grasas, parafinas y asfaltos de la destilería de La Plata. Se importaron surtidores de nafta para los vehículos, cuando en el periodo de Enrique Mosconi se producían en Argentina.
Durante los dos años de la dictadura de Uriburu, las empresas privadas duplicaron la cantidad de derivados del petróleo comercializada, mientras YPF quedaba estancada. Fue a partir de 1934, bien entrado el gobierno del general Justo que el gobierno volvió a apoyar a la petrolera estatal; como ocurrió en varios otros campos, los gobiernos ultraliberales de la época se vieron forzados por la Gran Depresión a utilizar las leyes y las reparticiones del Estado para fortalecer la economía: se amplió enormemente la reserva de cuencas hidrocarburíferas que quedaban asignadas a YPF para su producción, se aumentaron los impuestos a la explotación y comercialización de nafta, kerosene y otros derivados, y se forzó a las empresas a volver a aceptar los límites en la ubicación de surtidores, que habían sido abandonados. Sin embargo, en una primera fase, el principal efecto de estas medidas fue la duplicación de la importación de petróleo, y sólo como efecto colateral, el avance de la explotación de YPF sobre la extracción por parte de empresas privadas.
Justo, abiertamente anglófilo, aplicó algunas limitaciones a la importación de crudo, pero especialmente se dedicó a perseguir a la Standard Oil con medidas legales diseñadas ad hoc. La participación de esta empresa estadounidense en la Guerra del Chaco terminó de desprestigiarla y quedó estancada en sus logros de los años anteriores, mientras que la británica Royal Dutch Shell la superaba en producción y en comercialización. Sería sólo luego de la Segunda Guerra Mundial, que el mercado argentino se alejaría del capital británico para empezar a gravitar en el estadounidense.

## Perón, nacionalización y principio de acuerdo con Standard Oil

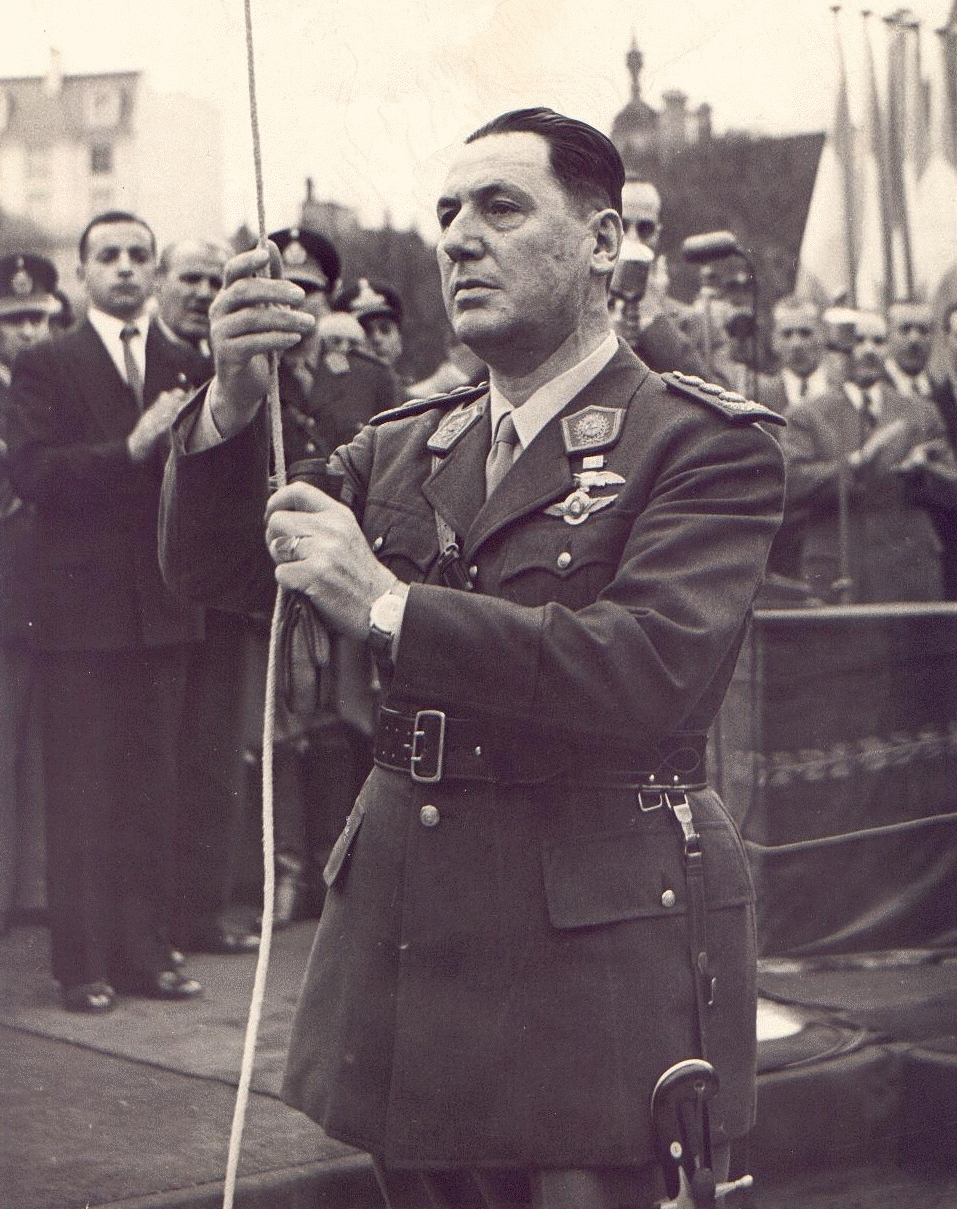
El general Juan Domingo Perón no logró el autoabastecimiento debido a falta de capitales producto de una crisis agropecuaria, y por los bloqueos que impuso Estados Unidos para la adquisición de maquinaría.

La Segunda Guerra Mundial tuvo el mismo efecto que la primera, con varias particularidades que empeoraron la situación; no sólo cayó la importación de carbón sino también la de petróleo: en 1939 se importaron 2.1 millones de metros cúbicos, mientras que en 1943 fue imposible conseguir más de 429 000 m³. Si bien YPF aumentó su producción un 51%, esto no era suficiente, sobre todo porque las empresas privadas enviaron la totalidad de sus ganancias a las casas matrices y se negaron a invertir o reinvertir, con lo que su producción no solamente se estancó, sino que se redujo significativamente. Se acudió a fuentes tales como la quema de leña, marlos y chalas de maíz, desechos de la industria cerealera y de basuras: en 1944, el 31.4% de la producción de electricidad se obtuvo de esas fuentes calóricas. A pesar de estas limitaciones, la industria tuvo un muy rápido crecimiento, producto de la creatividad de los empresarios para gastar la menor cantidad de electricidad, carbón y petróleo posibles.
Juan Domingo Perón retomó la política energética de corte nacionalista que había impulsado Hipólito Yrigoyen con la creación de YPF, mediante la nacionalización de los hidrocarburos que quedó respaldada gracias al artículo 40 de la reforma de la Constitución de 1949. En seis años de gobierno se llegó a incrementar en un 50 % la producción de petróleo, llegando a tener el 84 % del total de la extracción de crudo, con una política de subsidios al consumo. Sin embargo no llegó a alcanzar el autoabastecimiento, por lo que se tuvo que concurrir a la importación, ya que solo un 54 % del petróleo consumido en el país era de origen nacional. Por ello Perón firmó un contrato el 11 de diciembre de 1947 entre YPF y la empresa petrolera estadounidense Drilexco (Drilling and Explorations Company), para la exploración de cuarenta pozos de petróleo, ya que los recursos que tenía el Estado no eran suficientes para lograr por sí solo el autoabastecimiento. El presidente mandó al Congreso Nacional una ley para inversiones en el rubro petrolero. Sin embargo hubo arduos debates en el Congreso inclusive dentro del oficialismo por considerar que la ley violaba los principios de la constitución peronista, el legislador John William Cooke fue un notable opositor de la misma. La ley fue sancionada con éxito en 1953. Existía el temor de que se produjeran concesiones abusivas por parte de las petroleras extranjeras bajo la nueva reglamentación. Comenzado el segundo mandato de Perón en 1952 la Argentina se encontraba en una aguda crisis energética: YPF se encontraba muy lejos de autoabastecer de combustible al país, en consecuencia, importaba un 60 % y en 1954 tuvo su primera crisis en la balanza de pagos.
El diputado radical Arturo Frondizi preguntó al Poder Ejecutivo si este contrato era por la «desorganización de los equipos técnicos», o debido a la «carencia de maquinarias y repuestos», por parte de YPF. También Frondizi había dicho que: «ya sea porque no ha proporcionado las divisas necesarias el Banco Central, o porque Estados Unidos ha obstaculizado las compras». El general Perón también firmó en 1954 un acuerdo con la Standard Oil para que la empresa estadounidense explotara una extensa área del sur argentino con yacimientos. Hubo duras críticas al contrato, se lo acusó de violar la soberanía argentina, y el mismo quedó sin efecto tras el golpe de Estado que derrocó a Perón en 1955.
Se creó la empresa distribuidora Gas del Estado, para la distribución de aquel recurso. Se puso en marcha el primer gasoducto que conectó la ciudad de Comodoro Rivadavia con la Ciudad de Buenos Aires, de una longitud de mil seiscientos kilómetros. Fue inaugurado el 29 de diciembre de 1949, siendo el primero de su especie en Sudamérica y el más largo del mundo para ese momento, se construyó además sin financiamiento externo. Pero tras el golpe de Estado de 1955 no se llegaron a construir las válvulas y terminales para que el gasoducto fuera capaz de transportar gas a los hogares. A su vez, la reforma constitucional nacionalizó los yacimientos petroleros, haciendo así de YPF un monopolio estatal.
Durante sus años en el exilio, Perón dijo al respecto de YPF:

Yo creo que YPF no tiene ni capacidad organizativa ni capacidad técnica ni capacidad financiera para un esfuerzo de esa naturaleza. Los sistemas empleados en la Argentina distan mucho de los nuevos métodos de exploración, prospección, cateo y exploración racional de los yacimientos modernos. Los costos de producción de YPF son absolutamente antieconómicos. Hacer de esto una cuestión de amor propio es peligroso y estúpido (...) Estos nacionalistas de opereta han hecho tanto mal al país con sus estupideces como los colonialistas con su viveza. Unos negativos y otros excesivamente positivistas representan dos flagelos para la economía del país.
Juan Domingo Perón.

## Gobierno de Frondizi: autoabastecimiento petrolero

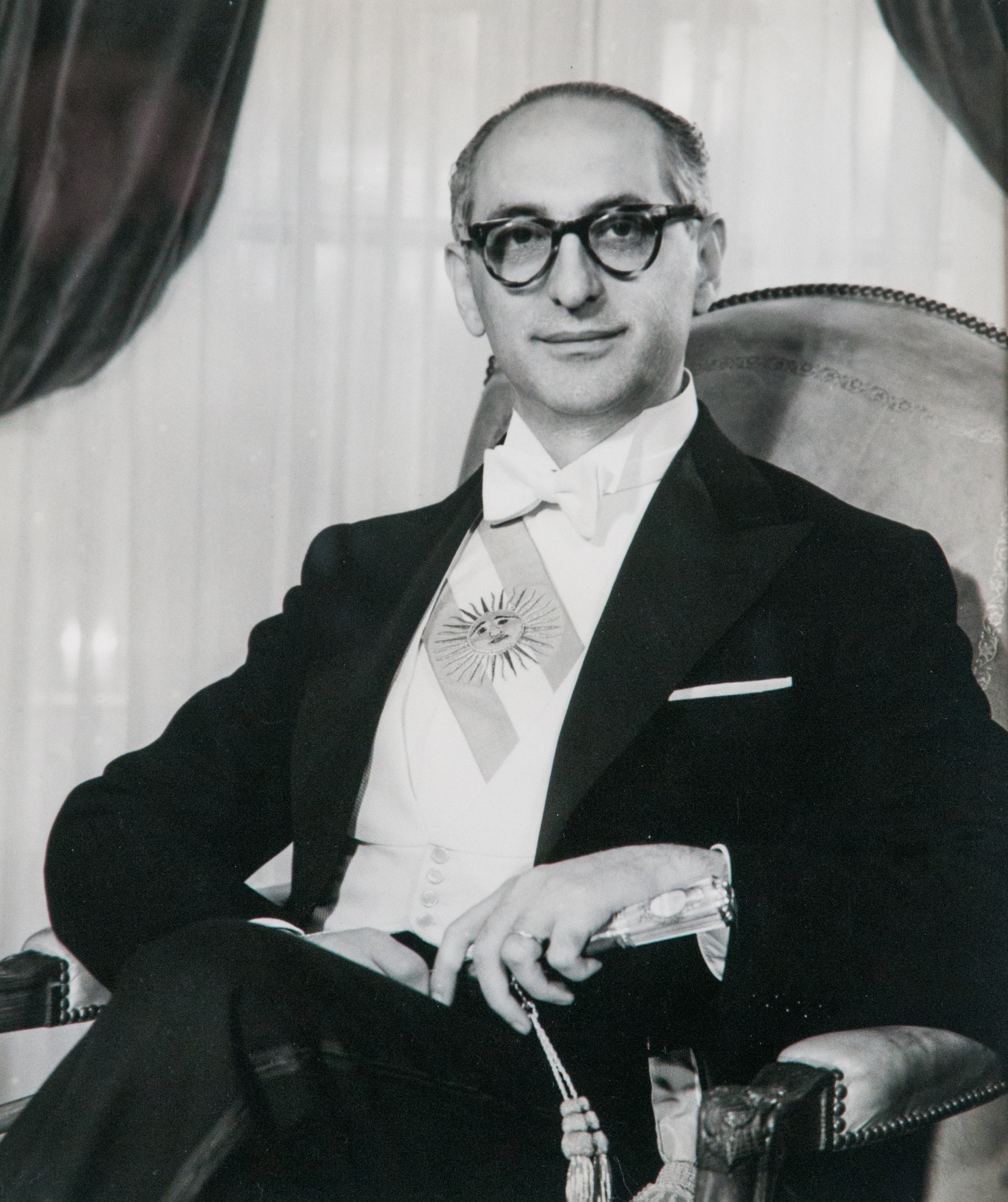
Arturo Frondizi.

El 1 de mayo de 1958 Arturo Frondizi asumió el gobierno nacional. Cuando Frondizi era diputado –periodo de 1946 cuando Perón ganó las elecciones, a 1951 cuando renunció para proponerse como candidato junto a Ricardo Balbín–, Frondizi había sido un gran crítico de las políticas petroleras de Perón. Según Frondizi y su libro Petróleo y Política del año 1954, YPF no necesitaba medios para lograr el autoabastecimiento de petróleo, podría hacerlo por cuenta propia, criticaba duramente radicar empresas estadounidenses para la explotación de petróleo, y también cuestionaba el monopolio de YPF. El libro tenía una postura nítidamente antiimperialista.
Sin embargo, a los pocos meses de asumir el gobierno, Frondizi reconoció que YPF no era capaz de lograr el autoabastecimiento, y que sería necesario para ello la ayuda del capital extranjero.

### La batalla del petróleo
YPF seguía siendo una empresa petrolera incapaz de alcanzar el autoabastecimiento de petróleo, un objetivo que Frondizi, al igual que Yrigoyen y Perón, buscaba alcanzar. Pero existía una diferencia muy grande entre el consumo y la producción: la Argentina tenía un consumo de quince millones de toneladas de petróleo, de los cuales el país solo producía cinco millones; por lo tanto, debía importar diez millones de toneladas para llegar a abastecer de petróleo el país. Todo esto sumaba un valor que representaba la tercera parte del producto de las exportaciones, lo que generaba un gasto de trescientos millones de dólares en importación de petróleo.
El presidente Frondizi brindó un discurso ante el país el 24 de julio de 1958, explicando los problemas y las consecuencias que tenía el seguir importando petróleo. En dicho discurso afirmó que el país no podría seguir sosteniendo esa política petrolera. El gobierno así anunció la «batalla del petróleo», el objetivo de esta era el de lograr el autoabastecimiento petrolero sea como sea. En su discurso dio la razón de su giro ideológico, argumentando que Argentina no tenía más divisas para comprar petróleo, en consecuencia habría que atraer los capitales extranjeros para explotar el hidrocarburo. Sin embargo, las petroleras se tendrían que llevar parte de las ganancias.
A continuación, en un discurso del 24 de julio de 1958, Frondizi explicaba su giro ideológico:

Cuando asumimos al gobierno, las reservas de oro ascendían a 125 millones y medio de dólares, y el conjunto de oro y divisas a poco más de 250 millones de dólares. A su vez el 1 de mayo al 31 de diciembre [de 1958] habrá que cumplir con compromisos por valor de 645 millones de dólares en el exterior. No disponemos por lo tanto, ni de un gramo de oro en el Banco Central para YPF.
Cita del discurso de Arturo Frondizi declarando la batalla del petróleo.

Esta política petrolera estaba basada en lo que Frondizi y Frigerio llamaron «nacionalismo de fines», contrapuesto al «nacionalismo de medios». El primer «nacionalismo» instaba en alcanzar los objetivos por cualquier medio, mientras que el segundo se centraba en los medios a cómo conseguirlos.
Todo esto iba totalmente en contra a lo que Frondizi había dicho como diputado, o a lo que había escrito en su libro Petróleo y Política. Obviamente esto generó varios conflictos respecto a la gente que había votado a Frondizi –como la izquierda y peronistas–, lo que provocó que se gestaran varias manifestaciones, como también huelgas en contra de los contratos petroleros.

### YPF y los contratos

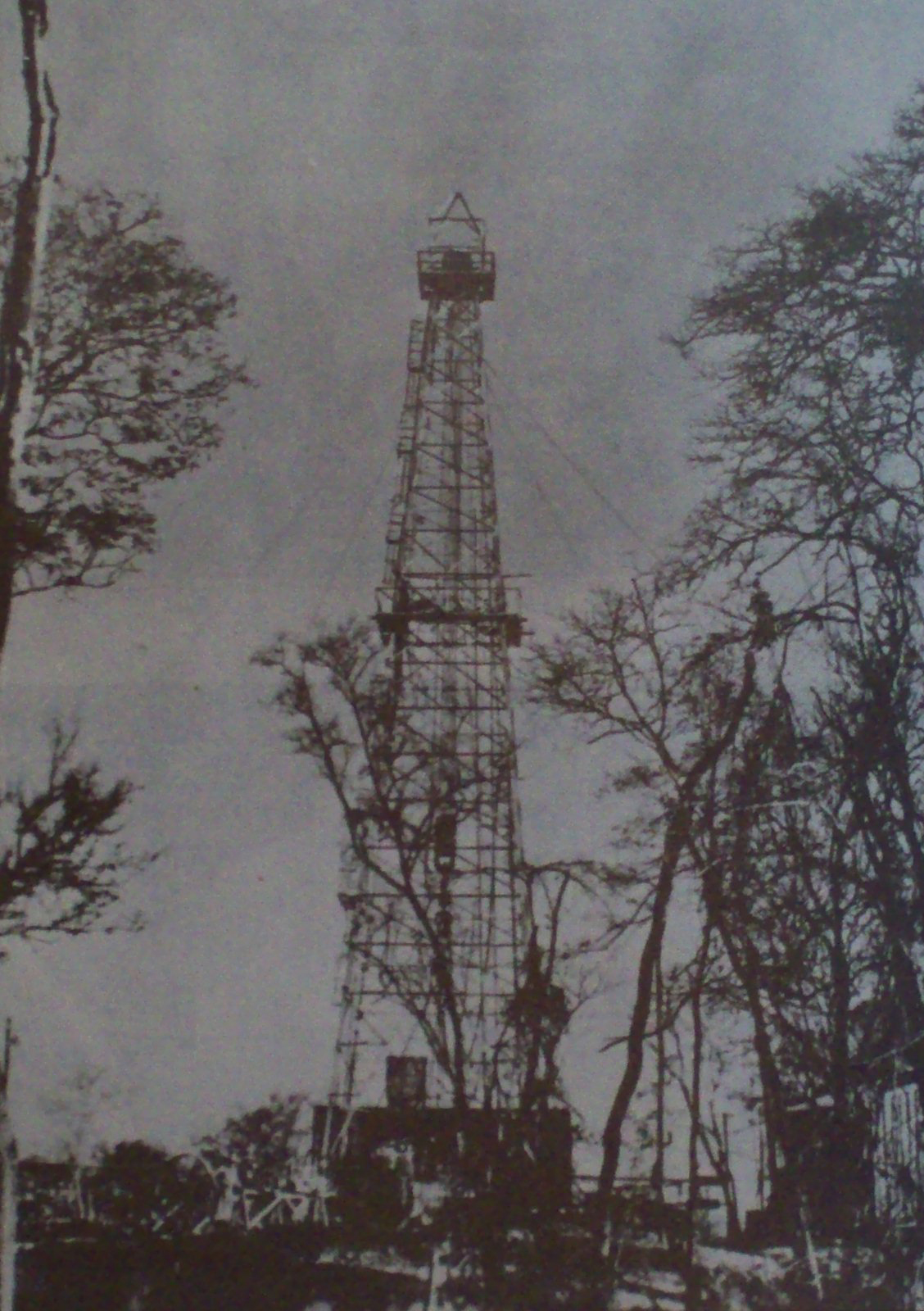
Pozo de petróleo en Campo Durán, esta última ciudad y Comodoro Rivadavia son las dos ciudades más importantes en materia petrolera del país.

El gobierno sentó tres pilares básicos para la política petrolera:
1. Nacionalización del petróleo.
2. Monopolio de YPF.
3. Autoabastecimiento petrolero.

Para poder asignar concesiones, primero debía nacionalizar los yacimientos, ya que hasta entonces se había entendido que eran propiedad de las provincias. A fines de 1958 promulgó la  Ley 14.773 de nacionalización del petróleo, cuyo artículo n.º 1 establecía que

Los yacimientos de hidrocarburos sólidos, líquidos y gaseosos... son bienes exclusivos, imprescriptibles e inalienables del Estado Nacional.... estarán a cargo de YPF, Gas del Estado y de YCF...

El artículo n.º 4 de esta misma Ley advertía que

Queda prohibido en todo el territorio nacional el otorgamiento de nuevas concesiones...

Se compraron treinta y seis equipos perforadores de pozos petroleros, la mayor adquisición en su historia. En 1960 se llegó a tener más de cien equipos trabajando, el doble de lo que normalmente tenía YPF para trabajos por administración. El mismo año de 1958 se construyó el gasoducto Campo Durán, en la provincia de Salta, prácticamente se creó una industria petroquímica que ubicó al país como segunda potencia regional en el rubro.
El gobierno firmó contratos de locación de obras y servicios, en especial con tres compañías: Banca Loeb en la Provincia de Mendoza, Panamericam en la ciudad de Comodoro Rivadavia y con la compañía Tenneessee en la provincia de Tierra del Fuego. Así fue que Argentina logró por primera vez llegar al autoabastecimiento de petróleo en menos de cuatro años, rompiendo con cincuenta años de abastecimiento de petróleo importado por los monopolios extranjeros. Frondizi también firmó con una subsidiaria de Standard Oil, un contrato de explotación, y a este contrato siguieron otros, que sumaron en conjunto doscientos millones de dólares, siendo en total, trece contratos.
Los contratos no eran en realidad concesiones petroleras, pese a que así los llamaron los opositores y parte del propio gobierno. Una parte de ellos era contratos de locación de obras, en los cuales las compañías no tenían derecho sobre el petróleo extraído: el petróleo crudo era entregado directamente a YPF y, una vez allí, se repartía un 60 % para la empresa argentina y el 40 % para la empresa que hubiera extraído el crudo. Otros contratos obligaban a la venta del petróleo producido, que era pagado a precio de importación, modificado por el número de metros perforados. El contrato con la Standard Oil de Indiana le otorgaba a la empresa una amplia zona para explotar directamente, ya que la exploración ya había sido hecha por YPF; el precio que debía recibir la Standard por metro cuadrado era de diez dólares, mucho más que el valor de importación. Como resultado, la empresa obtenía beneficios de más del 100% y los giraba al exterior. Los grupos identificados con el nacionalismo del petróleo lo criticaron agriamente y exigieron su derogación.

### Gas y carbón

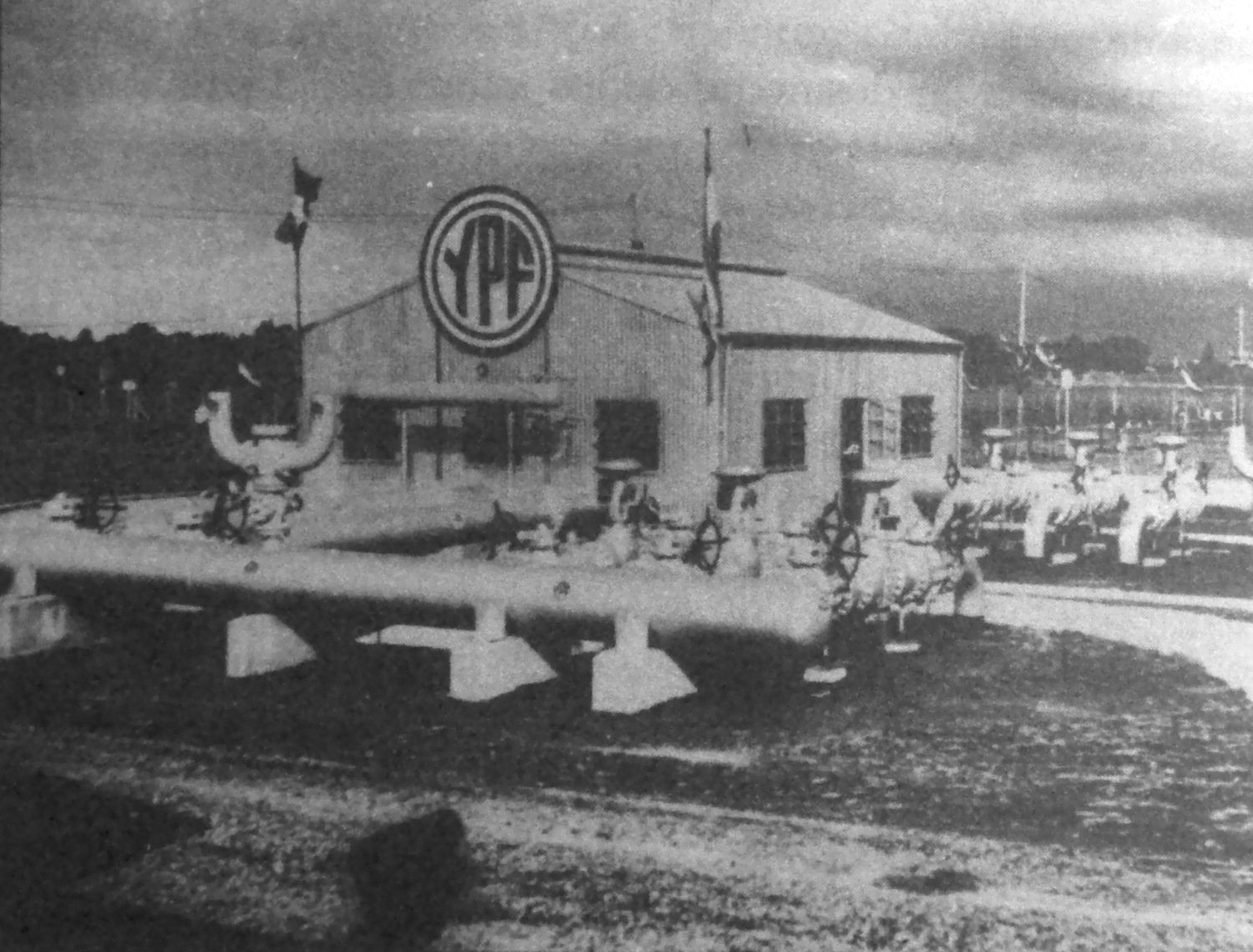
Terminal y válvulas del gasoducto Campo Durán, un ejemplo de la infraestructura que se construyó durante la «batalla del petróleo».

En 1960 se construyó un segundo gasoducto (contando el gasoducto de Comodoro Rivadavia a Buenos Aires), se llamó el «Gasoducto General San Martín», pero a diferencia al otro gasoducto, este tiene mayor diámetro y en consecuencia mayor capacidad de transporte. La construcción del gasoducto fue motivada cuando se descubrieron yacimientos gasíferos en la provincia de Salta, así el ducto fue planificado para que vaya de Campo Durán a Buenos Aires y que también, se uniera con áreas de Bolivia para importar gas desde ese país. Durante unos cuarenta años, el servicio de gas alcanzó una participación del 40 % del consumo de energía primaria, y llegó a ser el combustible esencial y el más barato para la mayoría de la población, también sirvió para dar una solución al problema energético. Sustituyó a los combustibles líquidos para generar electricidad y en grandes industrias.
Gracias a la construcción de oleoductos y los gasoductos antes mencionados, se pudo abastecer al país de gas para las industrias y hogares, reemplazando a los combustibles sólidos y líquidos que se usaban para cocina y calefacción.
Cuando la Patagonia fue productora de este recurso en la cuenca neuquina, en los yacimientos de Loma de la Lata, surgieron los gasoductos NeuBA I y II, de la provincia de Neuquén a Buenos Aires. Le siguió el que uniría Neuquén con Mendoza y hacia el este, para llevar el gas a otras regiones del país. Esta red de gasoductos troncales, junto con una extensa red de gasoductos secundarios, puso el gas natural al alcance de los hogares de las regiones más pobladas del país, como también a las industrias.
En Argentina también existen yacimientos de carbón, como en las provincias de Catamarca, La Rioja, San Juan, Mendoza, Neuquén, Río Negro y Chubut, pero el yacimiento más relevante es el de Río Turbio, en la provincia de Santa Cruz, esta es la fuente de carbón más grande de Argentina, teniendo el 99 % de las reservas de carbón del país. La explotación comenzó por el año 1941, y su explotación estuvo originalmente a cargo de YPF. Durante el gobierno de Frondizi se creó YCF (Yacimientos Carboníferos Fiscales), empresa encargada de la exploración y extracción de carbón. En la actualidad Argentina usa este carbón para calefacción o para abastecer a la centrales térmicas para producir electricidad, pero para las industrias lo importa.

### Resultados
Los resultados fueron espectaculares: entre 1958 y 1962 se perforaron más pozos que en los veinticinco años anteriores. En total, durante los cuatro años de gobierno se perforaron cuatro mil pozos, y para 1962 ya se exportaban 530 millones de metros cúbicos de fueloil. El metro cúbico de petróleo pasó a costar seis dólares, cuando antes costaba veinte dólares.
Con todos los avances en YPF, compras de maquinarias, construcción de oleoductos y otras infraestructuras, YPF logró llegar a duplicar su producción, superando las 10.4 millones de toneladas de petróleo. Pero aún faltaba mucho para alcanzar la demanda total, y aquí es donde los contratos jugaron su papel, alcanzando los 15.6 millones de metros cúbicos, muy cerca de la demanda total del país; la proporción de los pagos al exterior por importación de petróleo bajó del 22 % al 3 %, y se pudo dar una solución a la crisis energética que había hacia 1958, acabando con la «dieta eléctrica» y los apagones.
No obstante, los opositores se lanzaron a oponerse por cualquier medio, incluyendo sabotajes y huelgas; la represión subsiguiente minó el apoyo interno que el presidente tenía en su propio partido. La diferencia entre lo que Frondizi había propuesto para ser elegido y lo que hizo una vez en el poder era tan burda, que se consideró toda la batalla del petróleo una cuestión ante todo moral. Ciertos militares, la UCRP, los estudiantes y los sindicatos peronistas exigieron el cese de los contratos. Las elecciones de febrero de 1958, con su amplio triunfo peronista, fueron un fracaso para el partido del gobierno, y una amenaza para las fuerzas armadas antiperonistas, de resultas de lo cual Frondizi fue derrocado unos días más tarde.

## De la presidencia de Illia al Proceso

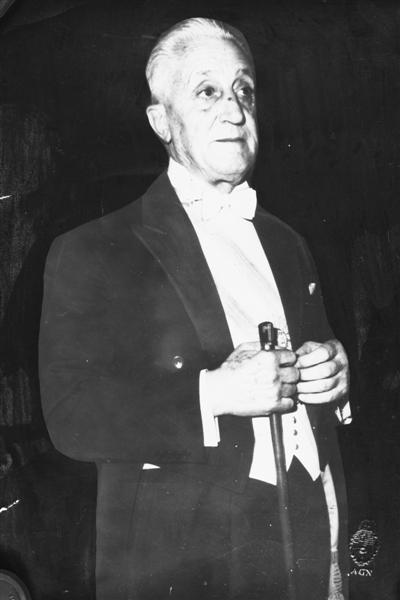
Arturo Illia.

Durante su campaña presidencial, el radical Arturo Illia se comprometió a anular tanto el Acuerdo de Garantía de Inversiones como los contratos petroleros realizados durante el gobierno de Arturo Frondizi, basándose –entre otras razones– en que no habían sido aprobados por el Congreso de la Nación. Una vez Illia en el gobierno, el ministro de Economía Eugenio Blanco ratificó tales medidas en el almuerzo mensual de la prensa extranjera. Tanto Illia como Blanco pensaron que estas cuestiones eran de índole netamente interna, y que no afectarían a los intereses del sector privado estadounidense. No obstante, la embajada estadounidense pronto hizo notar su malestar.
El nuevo gobierno radical impulsó una Comisión Investigadora en el Congreso, cuyos resultados se informaron en octubre de 1964. Si bien en un primer momento se intentó disolver los trece contratos, lo cierto es que el gobierno terminó por renegociar algunos de los acuerdos.

### Anulación y renegociación de contratos petroleros
Por medio de los decretos 744 y 745/63 del 15 de noviembre de 1963, el presidente Illia dio por anulados los contratos que YPF había firmado con compañías petroleras extranjeras durante la gestión de Frondizi. El decreto 744, declaraba «nulos de nulidad absoluta, por vicios de ilegitimidad y ser dañosos a los derechos e intereses de la Nación» a los contratos de YPF con las compañías C.M. Loeb, Rhoades and Co. (Argentina-Cities Service Development Company en el momento de la anulación del contrato); Astra, Compañía Argentina de Petróleo SA; CADIPSA; Continental Oil Company of Argentina; Esso S. A. P.A-Esso Argentina Inc.; The Ohio Oil Co. (Marathon Petroleum Argentina Ltd.); Pan American Argentina Oil Co.; Shell Production Company of Argentina Ltd.; Tennessee Argentina S.A.; Union Oil Co. California. El decreto 745/63 anuló los acuerdos de YPF con las empresas Southeastern Drilling Co.; Kerr-Mc Gee Oil Industries Inc. (Transworld Drilling Company) y SAIPEM (ENI) (SNAM S.P.A. Societá Nazionale Metanodotti en el momento de la anulación del contrato).
Los medios de prensa criticaron los decretos que anularon los contratos: aparte de considerarlos un error que volvería al país al desabastecimiento, también se reclamaba el respeto a la división de poderes.

(...) ¿Tiene el Poder Ejecutivo capacidad y atribuciones suficientes para proceder, como se anuncia, por decreto a la anulación de esos contratos? Se alega en favor de ello que los mismos son de concesión y no de locación de obras y/o servicios. Que, por tanto, son contratos de derecho público y el Poder Ejecutivo tiene bastantes facultades para disponer su nulidad en conjunto.
Carta de Enrique Figueroa al presidente Illia.

Las empresas contratistas rechazaron los términos esgrimidos por el gobierno, como también rechazaron las cláusulas impositivas y punitivas del nuevo convenio, que obligaban a las empresas a devolver el valor de los impuestos pagados por el Estado –según contratos por cuenta de las compañías– y establecían una indemnización a YPF «por haberse visto obligado a restringir su producción para aceptar el petróleo extraído por las empresas». Algunas compañías como Esso y Shell se negaron a renunciar a sus derechos legales, poniendo a YPF bajo una situación de no poder negociar. La petrolera estatal sólo ocupó las áreas entregadas a Cities Service y Pan American Argentina Oil Company. Mientras las petroleras rechazaban el pacto extrajudicial ofrecido por el gobierno de Illia, se comenzaron a producir asperezas y divergencias dentro de la Comisión a cargo de las renegociaciones, y precisamente el 20 de octubre de 1964 fueron conocidos los dictámenes de la Comisión Especial Investigadora sobre Petróleo, que había sido designada por el Congreso Nacional. La Comisión, que estaba integrada por dieciséis diputados, trabajó durante 113 días y tomó declaración a sesenta y cuatro testigos. Se registraron grescas durante algunas de las sesiones entre los miembros y los declarantes, y algunas personas se negaron a dar testimonio. Las divisiones entre los miembros de la Comisión condujeron a que se presentasen seis dictámenes, en lugar de uno solo como estaba pautado.
Un informe de la Cámara de Comercio de Estados Unidos de principios de 1964 detalló que el descenso de las inversiones extranjeras en la Argentina fue en mayor medida como consecuencia de la falta de ratificación del convenio de garantía de inversiones con Estados Unidos, que de la anulación de los contratos petroleros. En detalle, las inversiones extranjeras cayeron de cien a ciento veinte millones de dólares recibidas en 1962, a solo 34.6 millones en 1963 y poco más de 33 millones en 1964.
Como consecuencia, YPF perdió el autoabastecimiento, y además la producción petrolera en 1965 fue inferior a la del año anterior. Sin embargo, Illia rectificó la política de anulación de los contratos, y las empresas siguieron en el país. Solamente la Shell y la Esso –viejas importadoras de petróleo–, que habían firmado contratos de exploración para aumentar las reservas de YPF con la cláusula del riesgo minero, aceptaron de inmediato la anulación y recuperaron los cincuenta millones de dólares invertidos que, por la cláusula del riesgo minero, habrían perdido al no encontrar yacimientos productivos. Argentina Cities Service (ex Banca Loeb) y Amoco (ex Panamericam) continuaron la extracción de los yacimientos de Mendoza y Comodoro Rivadavia. La tasa de aumento de la producción de petróleo, que venía manteniéndose en un acelerado promedio general del 20% anual desde 1958 a 1963, disminuyó entre 1964 a 1966, al punto de apenas llegar a un aumento del 2% anual. El ritmo de perforación de pozos disminuyó de 1093 pozos perforados anualmente, durante el primer período citado, a sólo 588 pozos promedio por año perforados en el período de 1964 a 1966.
Las políticas petroleras del nuevo gobierno radical terminaron por agriar las relaciones entre la Argentina y Estados Unidos, y la anulación de los contratos petroleros le costó al país la desconfianza internacional, aparte de doscientos millones de dólares de indemnización que se les pagó a las compañías petroleras afectadas, y la vuelta a la importación de petróleo.
En 1987 el presidente Raúl Alfonsín reconoció públicamente como un «error histórico» la anulación de los tratos petroleros hechos por Frondizi.

### Nueva Ley de Hidrocarburos y crisis de 1973

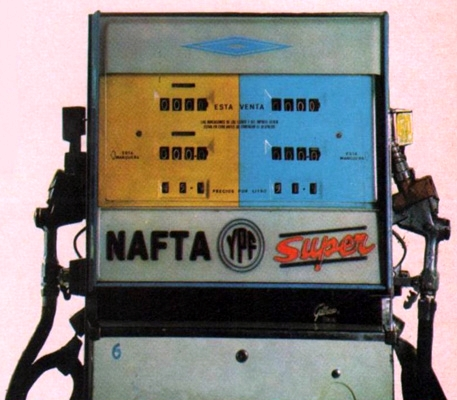
Tipo de surtidor moderno en los 70 con la novedosa nafta Súper.

Impulsado tanto por las formas iniciales de la doctrina de la seguridad nacional como por la ideología desarrollista, el nuevo dictador, Juan Carlos Onganía, decidió volver a intentar llegar al autoabastecimiento petrolero recurriendo al capital extranjero. Deshizo todas las medidas de Illia y dio nueva validez a los contratos de Frondizi, excepto aquellos que ya hubiesen sido indemnizados. Modificó la Ley 14.773 promulgada por Frondizi, sancionando en su lugar la Ley 17.319, que mantuvo el mismo principio de la propiedad del petróleo, el cual debía ser entregado directamente a YPF. Pero se eliminó el monopolio de YPF, y se anuló el artículo n.º 4 de dicha ley, el cual establecía que se prohibía entregar nuevas concesiones. También establecía la existencia de contratos con sectores privados; comenzó con la firma de tratados con la Pan American Oil y la Cities Service, las dos empresas que habían firmado contratos con la YPF en época de Frondizi y que aún no habían sido indemnizadas. Apoyó a las empresas privadas tanto como a YPF, y la producción creció significativamente, al menos hasta la expulsión de Onganía del gobierno, en 1971. Sin que haya consenso en la razón, a partir de ese momento la producción de las empresas privadas se estancó; YPF siguió creciendo, pero el esfuerzo no alcanzaba para cubrir el aumento de la demanda: la Argentina volvió a aumentar sus importaciones de petróleo. No obstante, hubo aún tiempo para un récord: en el año 1972, en que el consumo de combustibles líquidos fue particularmente moderado, YPF alcanzó a cubrir el 93.3 % de la demanda total.
El período de 1973 a 1976 fue un tiempo muy caótico para la política argentina, en consecuencia algunas empresas se fueron del país, incluyendo industriales. El presidente Héctor Cámpora planeó medidas para una rápida expansión de YPF a costa del crecimiento al que renunciaban las empresas, pero no fue posible sancionarlas ni aplicarlas: se vio obligado a renunciar por presión de la derecha del peronismo, su lugar en la Casa Rosada fue ocupado por el general Perón, la derecha desplazó a la izquierda peronista de casi todos sus baluartes, tanto los grupos guerrilleros como la Triple A se dedicaron a asesinar a cientos de personas, estalló la crisis del petróleo, la inflación se disparó, los conflictos internos del peronismo alcanzaron al Congreso y finalmente murió Perón. El gobierno pretendió controlar los precios de los combustibles para que su aumento no alimentase la inflación, pero al mismo tiempo necesitaba capital para hacer inversiones. La realidad fue que no se pudo conseguir siquiera la mitad de los quinientos millones de dólares que se estimaban necesarios, de modo que la producción y la participación en la producción volvieron a caer.

### Proceso de Reorganización Nacional
Durante el Proceso de Reorganización Nacional que gobernó Argentina desde 1976, YPF –principal empresa petrolera en el momento–, aumentó su deuda por el casi 1613 %, de 372 a 6000 millones de dólares en solo siete años. La empresa despidió a trece mil empleados y aumentó la productividad en un 80 %.
Poco después del golpe de Estado producido el 24 de marzo de 1976, el ministro de Economía José Alfredo Martínez de Hoz anunció el 2 de abril el programa económico que seguiría el gobierno militar, además anunció los propósitos de la política petrolera. Para poner en funcionamiento las políticas del gobierno militar que tenían como objetivo reactivar la producción petrolera por medio de una intervención cada vez mayor de las empresas privadas en detrimento de la expansión de YPF, fue designado secretario de Energía Guillermo Zubarán, persona ligada a intereses privados. Así comenzó la corrección de los precios; sin embargo, esto no terminó favoreciendo al desenvolvimiento económico de YPF: mientras los ingresos genuinos en 1976 cubrieron el 87.7 % de los gastos, el endeudamiento se agravó en 1978, cuando tales ingresos cubrieron el 66.3 % de los gastos. El endeudamiento de YPF empeoraría con los años a tal punto que su deuda fue de seis mil millones de dólares para finales de 1981. YPF perdió entre 1978-1980 el 6 y 7.2 % del mercado de nafta común y especial respectivamente. El endeudamiento de la petrolera, al igual que el de resto de las empresas públicas, tenía como único objetivo generar divisas para el Tesoro. Como las regulaciones de los bancos otorgantes impedían aumentar el endeudamiento en manos de Ejecutivo, se utilizó a las empresas públicas como titulares de deuda externa, aunque las divisas fueron giradas inmediatamente al Tesoro.
A fines de 1976 se llamó a licitación para la explotación primaria y secundaria de los yacimientos de 25 de Mayo-Medanitos, Centenario, Cañadón Seca, Refugio Tupungato, Meseta Espinosa, Neuquén del Medio y Piedra Clavada, ya explotados por YPF, que en 1975 habían producido tres millones de metros cúbicos de petróleo, lo que significaba cerca del 18 % de la producción propia de la empresa estatal. Aparte de las irregularidades en el llamado a licitación (lo que sería una constante durante el Proceso), el principal argumento esgrimido por Martínez de Hoz y su equipo económico era se debía explotar otros yacimientos paralelamente a los ya encontrados, puesto que estos estarían «agotados», claramente se ocultó el hecho que en los yacimientos de 25 de Mayo-Medanitos YPF ya había construido casi la mitad de las instalaciones para la recuperación secundaria, de modo que de haberle adjudicado la licitación a la empresa estatal, ella hubiera estado en condiciones de operar correctamente.
Para 1979 el 60.9 % de las necesidades energéticas de Argentina fueron satisfechas con derivados del petróleo, y el 22.8% de gas, lo que en suma quiere decir un 83.7 % de combustible de fuentes no renovables para producir energía, «quemando» así el petróleo fuente indispensable de la industria petroleoquímica.
Bajo la resolución 5/06/81 se fijó en 1950.00 pesos el litro de nafta, la retención de YPF fue del 36.7 % lo que quiere decir 615.65 pesos, lo que se traduce en cada cien pesos de nafta especial vendido, YPF solo se quedaba con 36.70 pesos, lo que quiere decir que 63.70 pesos fueron absorbidos por impuestos. Cabe destacar el importe que debe deducirse de la comisión que corresponde a los expendedores, el importe de las regalías a las provincias petroleras y el pago de los gravámenes que fijan las leyes n.° 17.574 y 19.287 para la financiación del Chocón-Cerros Colorados y Grandes Obras Eléctricas respectivamente. Al deducirse estos aportes se deduce que la retención neta para el caso de la nafta especial puede estimarse en un 30 %, de modo que de cada cien pesos vendidos de dichos combustibles corresponde a YPF solo treinta pesos. Por lo mencionado anteriormente, YPF tuvo que solventar todos los gastos correspondientes a explotación, extracción y transporte del petróleo desde el yacimiento hasta la destilería.
El precio de venta en el mercado de los distintos combustibles era fijado periódicamente por el Ministerio de Economía, de quien dependía la Secretaría de Energía, quien tenía a cargo la regulación de la producción de YPF, sin embargo la petrolera estatal dejó de recibir fondos que fueron desviados a obras viales y al tesoro nacional. Y así sucedían casos en donde el aumento del precio de las naftas común y especial favorecieron el aporte a los impuestos, pero en detrimentos de las retenciones par YPF. En el reajuste de agosto de 1976, aunque se aumentó el precio de la nafta especial de 40 a 48 pesos por litro, la retención para la petrolera estatal disminuyó de 18.06 a 17.71 pesos. Estas cifras eran silenciadas por el ministerio de Economía, lo que favoreció el deterioró de la imagen de YPF ante la opinión pública, cuando se ignoraba la real situación y se creía que los sucesivos aumentos en los combustibles eran todos para YPF, mientras que la petrolera era incapaz de financiar un plan de obras que permitiese un aumento sostenido de la producción. Las retenciones a la nafta especial para YPF fueron del 46.7 % para 1975, mientras que para 1981 el porcentaje cayó al 36.7 %.
De los impuestos correspondiente al Tesoro Nacional el promedio porcentual ponderado de la contribución al tesoro por la venta de los derivados del petróleo había aumentado, en el período, de un 13 al 41 %. De acuerdo a un informe de la Superintendencia del Tesoro, los combustibles ocupaban el tercer lugar en la tabla de recaudaciones. Pero lo cierto es que este aporte al tesoro nacional fue en detrimento a la economía de YPF, a quien se le sustrajo una considerable suma de dinero de su actividad comercial. Martínez de Hoz llegó a decir públicamente que no era posible que el tesoro nacional subsidiaria a YPF, lo cual no era verdad.
En ese momento, al no contar con destilerías, YPF tenía que entregar el petróleo a empresas como Shell y Esso, para su refinación.

## Política petrolera desde la recuperación de la democracia

### Gobierno de Alfonsín: Plan Houston y Petroplan

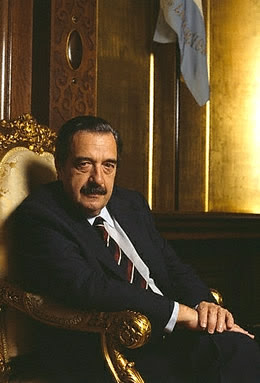
Raúl Alfonsín.

El presidente Raúl Alfonsín (1983-1989) lanzó en 1985 el plan Houston para dar solución a la caída de las reservas de petróleo. Pero el plan estuvo muy lejos de cumplir con los objetivos, ya que se concretaron bajas inversiones en el sector. Entre 1985 y 1990 se concursaron 165 áreas, adjudicándose 77 y firmándose 61 contratos. La producción de crudo por parte de los contratistas creció el 13 % entre 1987 y 1989, recuperando el 7 % del total producido en el país. No obstante, los números en general no fueron positivos: en el año 1988 se produjeron 26.1 millones de metros cúbicos de petróleo, el 9.5 % menos que en 1981. Las refinerías procesaron 24.9 millones de metros cúbicos, el 18 % menos que en 1981. Las ventas en el mercado interno de naftas cayeron un 22 %, mientras que las de gasóleo crecieron un 7 %. La petrolera estatal YPF, no podía dejar de depender de los fondos del tesoro que el Estado le proporcionaba, lo que incrementaba las probabilidades de su privatización.
El gobierno de Alfonsín experimentó un gran crecimiento de Gas del Estado: aumentó en 8240 millones de metros cúbicos del año 1981 a 17 424 millones en 1988, producto de la ampliación de la capacidad de trasporte desde la cuanta neuquina, en donde se encuentran los mayores yacimientos de gas. Las reservas de gas incrementaron en 648 437 millones a 773 016 millones de metros cúbicos.
Según algunos cálculos, la Argentina llegó en el año 1988 al autoabastecimiento energético. En el año 1988 se producían 26 100 millones de metros cúbicos de petróleo, y se disponía de catorce años de reservas a dicho nivel de producción. Posteriormente, cuando en 1992 se comenzó a vender YPF pero todavía bajo conducción del Estado, se incrementó sensiblemente la extracción de petróleo hasta alcanzar un máximo de 49 100 millones de metros cúbicos en 1998.
El ministro de Obras y Servicios Públicos, Rodolfo Terragno lanzó el Petroplan, el cual establecía la relación entre Uniones Transitorias de Empresas (UTE) e YPF para explotar áreas de baja producción, y desregular la industria, para liberar la economía.

### Gobierno de Menem: privatización de YPF

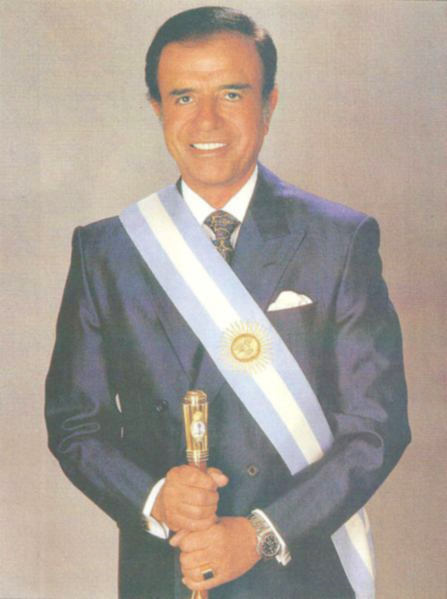
Carlos Menem.

Uno de los diez puntos del Consenso de Washington motivó la privatización de YPF, ya que el mismo expresaba entre otras cosas, la necesidad de privatizar empresas públicas. Fue establecido por organismos como el FMI y el Banco Mundial. De aquí surgió la privatización de varios servicios estatales, como Ferrocarriles Argentinos, la ya citada YPF, Gas del Estado, Entel y Aerolíneas Argentinas.
El presidente peronista Carlos Menem mediante tres decretos (1055, 1212 y 1589) firmados en los primeros meses de su gobierno, desreguló el mercado petrolero argentino, disminuyendo el poder de control del Estado respecto de las empresas privadas. Los anteriores contratos de servicio fueron transformados en concesiones con libre disponibilidad del petróleo extraído, y se licitaron áreas centrales y marginales de Yacimientos Petrolíferos Fiscales. El 31 de diciembre de 1990 mediante el decreto n.º 2.778, el Poder Ejecutivo transformó a Yacimientos Petrolíferos Fiscales Sociedad del Estado en YPF Sociedad Anónima. En el año 1992 la ley n.º 24.145 transfirió el dominio público de los yacimientos de hidrocarburos del Estado Nacional a las provincias, la ley también privatizó a YPF, así Argentina perdió totalmente el poder de decisión sobre la política petrolera.
La supuesta desregulación, que sólo cambió un monopolio estatal por el oligopolio extranjero, no trajo inversiones de ningún tipo. Sólo vinieron empresas (privadas, preponderantemente extranjeras), a extraer petróleo de los yacimientos ya descubiertos por YPF, pero no se realizaron inversiones para descubrir nuevos pozos. El Congreso Patagónico de Energía ha afirmado que cuando YPF era estatal, la explotación se producía en forma moderada, haciéndose una exploración agresiva, con YPF privatizada, la explotación es agresiva y la exploración moderada. En la reforma constitucional de 1994 fue incorporada la federalización del petróleo, mediante el artículo n.º 124 en la Constitución Nacional Argentina que reconocía el «dominio originario» de las provincias. No obstante, la federalización de las reservas sólo pudo llevarse a cabo después de la denominada «Ley Corta» en 2006.
A las nuevas empresas petroleras se les permitió la libre disponibilidad del petróleo extraído, ya sea poniendo el precio para importar, como también la libre disponibilidad de las ganancias obtenidas por las exportaciones, a causa de esto la extracción del petróleo para exportar superó el 50 %, por encima de las necesidades del mercado interno, en consecuencia, hubo una brusca caída en las reservas del país, a la vez se agravaron por la falta de inversiones en exploración de nuevos pozos, desde mediados de la década de 1990 hasta la actualidad.

### Venta de YPF a Repsol
La empresa española Repsol compró todas las acciones de YPF por un total de quince mil millones de dólares, Repsol solo explotó los yacimientos heredados de YPF, vendiendo el petróleo extraído. Se exportaron grandes cantidades de crudo al mercado internacional, al tener la libertad en las ganancias obtenidas, las mismas fueron usadas para comprar yacimientos en otros lugares, como Bolivia, Trinidad y Tobago y Libia. Repsol (ahora llamada Repsol YPF), obtuvo ganancias de dos mil millones de dólares anuales. Pero como los yacimientos argentinos no eran rentables, la inversión de Repsol YPF en exploración de nuevos yacimientos fue inexistente. Las reservas bajaron.

### Postura de Néstor Kirchner acerca de la privatización
Tanto el gobernador santacruceño Néstor como su esposa, la diputada Cristina Fernández de Kirchner, se manifestaron a favor de la transferencia del dominio petrolero a las provincias, proyecto que incluía la privatización de YPF. Varios medios de prensa argentinos, al igual que el gobernador de Santa Cruz Sergio Acevedo, concuerdan en que existía un pacto donde el Estado Nacional reconocía que tenía una deuda con la provincia de Santa Cruz por 480 millones de dólares, pero que supeditaba su pago a la aprobación de la privatización. La provincia de Santa Cruz recibió luego 654 millones de dólares en 1993. El 17 de septiembre de 1992, la Cámara de Diputados de la provincia de Santa Cruz se reunió y trató el proyecto firmado, entre otros, por Cristina Fernández de Kirchner, que declaraba la «necesidad de sanción del proyecto de Ley nacional “Ley de Federalización de los Hidrocarburos y de Privatización de Yacimientos Petrolíferos Fiscales”».

### El petróleo durante el kirchnerismo

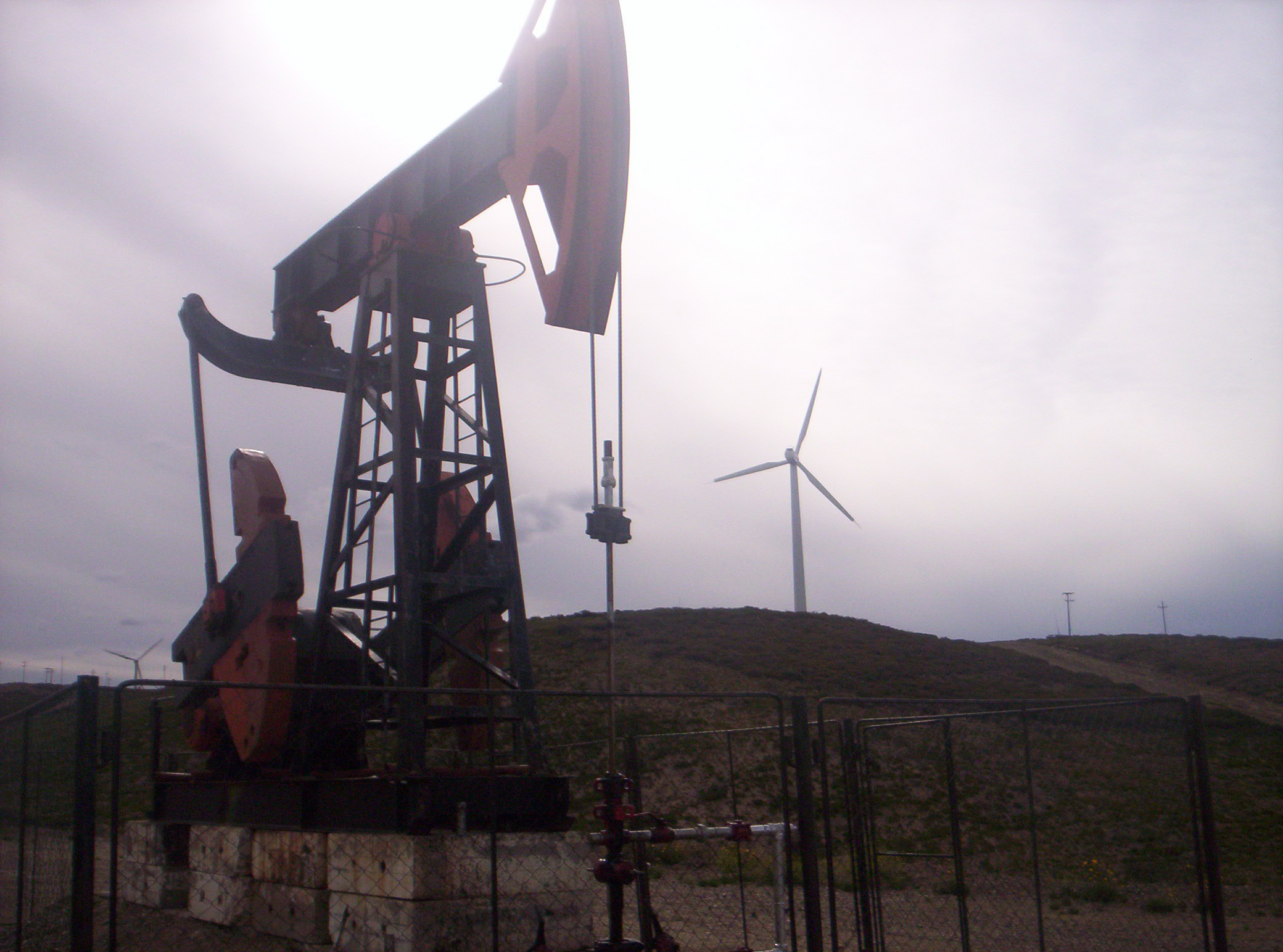
Balancín de petróleo con un molino eólico de fondo, ambos iconos de la energía patagónica.

Durante las presidencias de Néstor Kirchner y Cristina Fernández de Kirchner (2003-2015), se realizaron varias obras, como oleoductos y gasoductos para el transporte de petróleo y gas. Pero hubo escasas inversiones para la explotación de combustibles. Mientras la economía e industria fueron creciendo a lo largo de la década de 2000, el consumo de combustible se fue acrecentando; en un determinado momento, el consumo superó a la producción, provocando que la Argentina tenga que importar combustibles para satisfacer las demandas hogareñas e industriales. La ruptura de esta balanza se registró años atrás: la extracción de metros cúbicos de petróleo fue en 2010, menor en 5 millones de metros cúbicos, comparando con el año 1997. Se destinaron 160 millones a CAMMESA en el 2005 para la adquisición de fuel oil para alimentar las centrales térmicas. En 2006 el total de subsidios para las importaciones de combustibles fue de 3700 millones de pesos, al año siguiente, la cifra se fue a 9200 millones, de los cuales 4400 millones se destinaron a la compra de fuel oil, cuando dos años antes habían sido solo ciento sesenta millones de pesos. En 2008 el monto que tuvieron las importaciones del sector se fue a los 16 200 millones de pesos, pero la crisis del año siguiente ayudó a reducir los gastos, pasando a un monto de 15 944 millones de pesos. En 2010 subieron a 26 billones. Según el secretario de energía, Daniel Cameron, la importación fue necesaria ya que fue «lo que sostuvo el crecimiento del país».
Durante el primer trimestre del año 2010 también hubo un importante desabastecimiento en la provisión de gas de la provincia de Formosa, región donde el mismo es expedido en garrafas: la provincia superó su cupo anual de garrafas cargadas en el mes de abril, y desde las empresas se le informó que no se entregarían nuevas garrafas con gas hasta el mes de enero de 2011.
El 9 de marzo de 2010 se registró desabastecimiento de naftas en varias estaciones de servicio de la ciudad de Buenos Aires, y también en varios lugares de Argentina, en consecuencia, Repsol YPF debió importar cincuenta millones de litros de nafta para remediar el desabastecimiento en las estaciones de servicio y poder abastecer a los automóviles y camiones, y además a las máquinas agrícolas, las cuales estaban por cosechar los cultivos y la falta de combustible les impedía iniciar esta tarea. El ministro de Planificación Julio de Vido responsabilizó a Shell y Petrobras: afirmó que la causa del desabastecimiento había sido el retraso en la refinación del crudo, con el objetivo –siempre según el ministro– de generar desabastecimiento, y forzar una suba de los precios de los combustibles.
Sin embargo el desabastecimiento siguió, y durante Semana Santa fue más grave, ya que la demanda de combustible no se pudo cubrir con la importación de los cincuenta millones de litros de nafta; las grandes cantidades de vehículos que necesitaban combustible para viajar se vieron afectados. Este desabastecimiento provocó la caída de 55 000 puestos de trabajo, y el cierre de 3500 estaciones de servicio. Según el presidente de la Asociación de Estaciones de Servicio Independientes, Manuel García, el problema era que: «El Gobierno no interviene firmemente y las empresas petroleras no invierten lo suficiente para satisfacer la demanda».
Durante la ola de frío de julio, el consumo de electricidad y gas aumentó en cifras no esperadas. El gran consumo de gas llevó a tener que importar gas –y también electricidad– desde países limítrofes como Bolivia, y también se tuvo que comprar fuel oil y gasoil para abastecer las centrales térmicas. Este desabastecimiento de gas afectó al polo petroquímico de Bahía Blanca, y a las provincias de Santa Fe, Córdoba y Tucumán.
La producción de derivados del petróleo creció un 3 % en 2010, revirtiendo la baja del 1.2 % de 2009, según el informe que brindó la consultora Investigaciones Económicas Sectoriales (IES). Sin embargo la producción no alcanzó para satisfacer la demanda, afirmación brindada por el informe de la consultora Ecolatina, la cual también prevé que el año 2011 finalizaría con un déficit récord de veintiséis millones de dólares entre el déficit industrial y energético. Cerrando el año 2011, el déficit dado por la importación de combustibles como gas, fuel oil, gasoil, naftas y lubricantes es de cinco mil millones de dólares, además de la importación de energía eléctrica para cubrir la demanda. Cuando en el 2003 solo existía un desequilibrio de 548 millones de dólares, las exportaciones aumentaron en un 710 %, alcanzando los 4448 millones de dólares en el 2010.

### Explotación de crudo no convencional
El secretario de energía Daniel Cameron estimó que la Argentina lograría el autoabastecimiento de petróleo en un «cortísimo plazo» por medio de la explotación por métodos no convencionales.
En abril de 2011 el Departamento de Energía de los Estados Unidos emite el documento «World Shale Gas Resources; An Initial Assessment of 14 Regions Outside the United States», en donde en un razonamiento por analogía, comparando muestras geológicas de los campos de hidrocarburos no convencionales en territorio estadounidense y buscando en que otras partes del mundo hay muestras geológicas similares, señalan a la Argentina como una de las principales fuentes. La ubican en tercer lugar detrás de Estados Unidos de América y China. Lo que no informaba este informe es que no se analizaron las posibles fuentes de origen ruso y de Medio Oriente, de modo que era de esperar que la Argentina quedase lejos de ese tercer puesto que le adjudica dicho informe, atento a que en Medio Oriente y Rusia se ubican los mayores campos petrolíferos del mundo, omitidos por el informe estadounidense.
La petrolera Repsol YPF anunció el 7 de noviembre de 2011 el descubrimiento de un yacimiento de petróleo no convencional en el paraje Loma de la Lata (Neuquén). Se trataba de un pozo de 927 millones de barriles. La empresa declaró que este hallazgo casi duplica la cantidad de petróleo que tiene como reserva YPF.
El descubrimiento no tardó en despertar la incertidumbre de las comunidades mapuches de la región de Loma de la Lata, ya que la extracción del hidrocarburo requiere técnicas agresivas, que rompen la estructura del subsuelo y requieren gran cantidad de agua. Además pueden producir agentes –se estiman que podrían ser unos 200 productos químicos nocivos– que degradan los suelos y contaminan aire y agua. Las acciones de Repsol YPF se fueron a 5.19 % en el mercado de Madrid.

### Quita de subsidios
Durante mediados del mes de noviembre de 2011 se realizaron varios anuncios que detallaban una eliminación de los subsidios en varias áreas de la economía argentina, incluidos los combustibles. Se anunció el 16 de noviembre el retiro para las empresas más grandes en materia petrolera: para los sectores que se dedican a la refinación la quita será de 472 millones de pesos, para el gas natural 1493 millones, biodiésel y aceites de exportación 745 millones y agroquímicos de 758.

### Proceso de expropiación de Repsol YPF

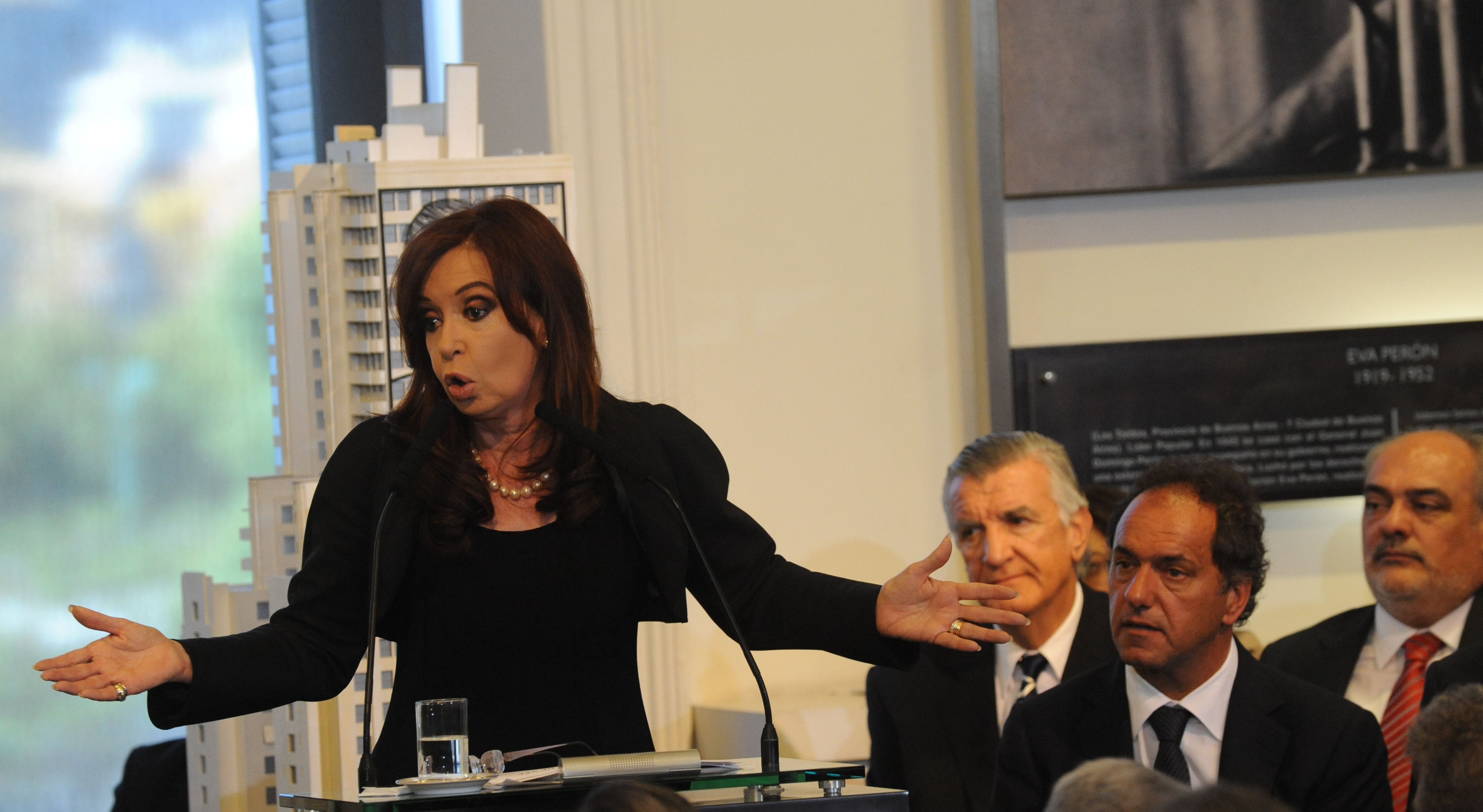
La presidenta Cristina Fernández de Kirchner anunciando la expropiación de parte de YPF.

En la última semana de marzo de 2012, algunos gobiernos provinciales expropiaron áreas con yacimientos petroleros que estaban en concesión de Repsol YPF, debido a la baja producción de la empresa y a la falta de inversiones durante muchos años. Tres áreas fueron quitadas o «expropiadas» a la petrolera: en la provincia de Neuquén, una llamada «Don Ruiz» de 109.1 kilómetros cuadrados y Chihuido de la Salina Sur y Portezuelo Minas, que suman en total una superficie de 242.4 kilómetros cuadrados. En consecuencia, las acciones de YPF decayeron un 15 % en las bolsas. Inmediatamente, las provincias de Chubut, Mendoza, Neuquén, Río Negro y Santa Cruz retiraron las concesiones a Repsol YPF.
El 13 de abril hubo rumores de que se encontraba en proceso un boceto de ley para «reestatizar YPF», cuyo primer artículo establecía de «utilidad pública» y «sujetas a expropiaciones» el 51 % de las acciones en poder de Repsol para el Estado nacional, y repartiendo el 49 % restante en acciones para las provincias productoras. No obstante en su momento, Eduardo Fellner, gobernador de Jujuy, había desmentido esto. Finalmente, el 16 de abril Cristina Fernández de Kirchner anunció por cadena nacional el envío de un proyecto de ley al Congreso Nacional en donde además de expropiar el 51 % de YPF, declara de «interés público y nacional» al «autoabastecimiento de hidrocarburos». La Presidenta dijo claramente que este proyecto se trata de «una recuperación de la soberanía».

No es un modelo de estatización sino de recuperación de la soberanía. Seguimos manteniendo el modelo de Sociedad Anónima y el de una conducción profesionalizada.
Cristina Fernández de Kirchner.

Las repercusiones del anuncio incluyeron una ofensiva diplomática del presidente español Rajoy en otros países de la región, advertencias del Ministro de Industria José Manuel Soria de medidas "claras y decisivas" del gobierno español, la afirmación del canciller José García-Margallo y Marfil de que Argentina se había "pegado un tiro en el pie" al dañar las relaciones con España, y otras amenazas.
También se dijo que la petrolera estatal china, Sinopec, estaba en ese momento en tratativas para comprar la participación de Repsol en YPF – un posible negocio frustrado por el anuncio argentino-. Tanto las acciones de Repsol como las de YPF cayeron con fuerza antes y después del anuncio,y el costo de asegurar los bonos del gobierno argentino contra la falta de pago aumentó sensiblemente.  El presidente de Repsol, Brufau, estimó la pérdida potencial de la compañía en 5.700 millones de euros (7.500 millones de dólares).
Además de Repsol, el otro gran perjudicado fue el mayor accionista minoritario, el Grupo Petersen, quien había financiado su compra inicial del 15% de las acciones con un préstamo del vendedor Repsol por 1.500 millones de euros, además de bancos privados como Credit Suisse, BNP Paribas, Goldman Sachs y Banco Itaú. El acuerdo contemplaba que los créditos serían pagados con fondos provenientes de los repartos de dividendos de la empresa, habiéndose previsto expresamente que Repsol recompraría acciones propiedad del Grupo y asumiría el préstamo en caso de que la firma perdiera en algún momento el control mayoritario de YPF.
El Senado de Argentina aprobó la toma de posesión el 26 de abril con 63 votos a favor de la medida, tres en contra y cuatro abstenciones. La Cámara de Diputados, a su vez, aprobó el proyecto de ley el 4 de mayo con 208 votos a favor y 257 en contra, y seis abstenciones. La presidente promulgó la ley de renacionalización el 5 de mayo. Miguel Galluccio, un ingeniero petrolero argentino con experiencia tanto en YPF como en el líder de servicios petroleros Schlumberger como presidente de su división de gestión de producción en Londres, fue designado CEO.
El viceministro de Economía argentino, Axel Kicillof, rechazó la pretensión inicial de Repsol de pago de US$10.500 millones por una participación del 57% en YPF (el Estado pretendía el 51%), argumentando que la empresa poseía deudas hacia el Estado argentino por casi US$9.000 millones. El valor contable de YPF era de US$4.400 millones al cierre de 2011; y su capitalización de mercado total al día del anuncio era de 10.400 millones de dólares. Los funcionarios de Repsol sometieron el asunto al arbitraje del CIADI del Banco Mundial. El gobierno argentino y Repsol llegaron a un acuerdo en principio sobre la compensación en noviembre de 2013, y el 25 de febrero de 2014, Repsol anunció el acuerdo final de que el gobierno argentino proporcionaría a Repsol bonos gubernamentales argentinos garantizados de distintos vencimientos, con un monto nominal que variaría para asegurar que Repsol recibiera de hecho US$ 5.000 millones en compensación por el 51% de YPF nacionalizada.
El segundo litigio en que el Estado Argentino se vio involucrado a partir de la expropiación, tiene que ver con el perjuicio producido a las dos empresas de propiedad del Grupo Petersen. Estas terminaron presentándose en concurso de acreedores por ante el Juzgado Mercantil N° 3 de Madrid. En ese proceso universal subastó el derecho a litigar, resultando comprador en la subasta el fondo de inversiones Burford Capital. Éste demandó al Estado argentino alegando una violación dolosa al artículo 7° del Estatuto de YPF, que establecía que si alguien compraba más del 15% de la empresa debería ofrecer lo mismo a todos los accionistas. La pretensión de dolo se fundamentó en la misma intervención de Kicillof ante el plenario de las comisiones de Presupuesto y Hacienda, Asuntos Constitucionales, y Minería, Energía y Combustibles del Senado, el 17 de abril de 2012, cuando se debatía la expropiación de YPF. En esa ocasión el viceministro reconoció la norma del artículo 7° y la decisión del gobierno de no cumplirla: "en ese leonino estatuto interno que dijeron que si alguien osaba poner un pie, como al propio Estado… Porque créanme que si uno quería comprar acciones para entrar a la compañía y pasaba el 15%, pisaba la trampa del oso y tenía que comprar el ciento por ciento a un valor equivalente a US$ 19.000 millones. ¡Porque los tarados son los que piensan que el Estado tiene que ser estúpido y comprar todo según la ley de la propia YPF, respetando su estatuto! ¿Si no dónde está la seguridad jurídica?".
La demanda por la expropiación de YPF se inició en abril de 2015. El 31 de marzo de 2023 la jueza del Distrito Sur de Nueva York, Loretta Preska, acogió la demanda en contra del Estado Argentino ordenando una indemnización de daños con los intereses punitorios desde la fecha exacta en la que se ejecutó la estatización de YPF, fijándose como tal el 16 de abril de 2012. El 15 de septiembre de 2024 se calculó el monto indemnizatorio calculado en US$ 16,1 mil millones por la estatización de YPF: US$ 14,4 mil millones correspondientes al Grupo Petersen y US$ 1,7 mil millones a Eton Park.
El 15 de junio de 2025, ante la falta de un acuerdo de pago, la misma magistrada ordenó a la Argentina entregar el 51% de las acciones de YPF para pagar una indemnización. Esta medida fue recurrida por el Estado argentino, pidiendo la suspensión de la ejecución de sentencia, pero la petición fue rechazada in limine el 14 de julio de 2025. Ante la petición de ambas partes para que se les conceda un plazo mayor para entregar sus argumentos, el caso fue tomado por la Cámara de Apelaciones del Segundo Circuito, que suspendió provisoriamente la ejecución del fallo de Preska y fijó nuevos plazos para escuchar a los demandantes y demandados. Recién después de cumplido ese trámite, la Cámara decidirá si efectivamente Argentina debe entregar las acciones, como decidió Preska, o no.

### Acuerdo YPF-Chevron
El CEO de YPF Miguel Galuccio, concretó a finales de 2012 en Houston un compromiso para que la petrolera estadounidense Chevron realice inversiones en una parte del megayacimiento de petróleo no convencional de Vaca Muerta. Chevron tiene el «derecho exclusivo» de explotación de los yacimientos Loma de la Lata Norte y Loma Campana, en la provincia de Neuquén.
Así entre agosto y septiembre de 2013 se aprobaron contratos con la petrolera estadounidense Chevron, para trabajar conjuntamente con YPF, para la explotación con el objetivo de aumentar las reservas energéticas. En Neuquén se aprobó un acuerdo para extender la concesión del área Loma Campana, de Vaca Muerta, en donde se planea iniciar la explotación de hidrocarburos no convencionales. Mientras se debatía el tratado en el recinto, cerca de cinco mil personas (entre ellos manifestantes de organizaciones sociales como la CTA y aborígenes de Neuquén), protestaban en contra del acuerdo, los manifestante fueron reprimidos. La petrolera estadounidense contara con 395 kilómetros cuadrados para explorar sobre la existencia de petróleo y gas no convencional. La empresa argentina dará las áreas a concesión, mientras que ambas partes se encargaran de los gastos de exploración y explotación. Como consecuencia de las restricciones cambiarías, en el acuerdo se le tuvo que permitir a Chevron no pagar retenciones y libertad de cambio.

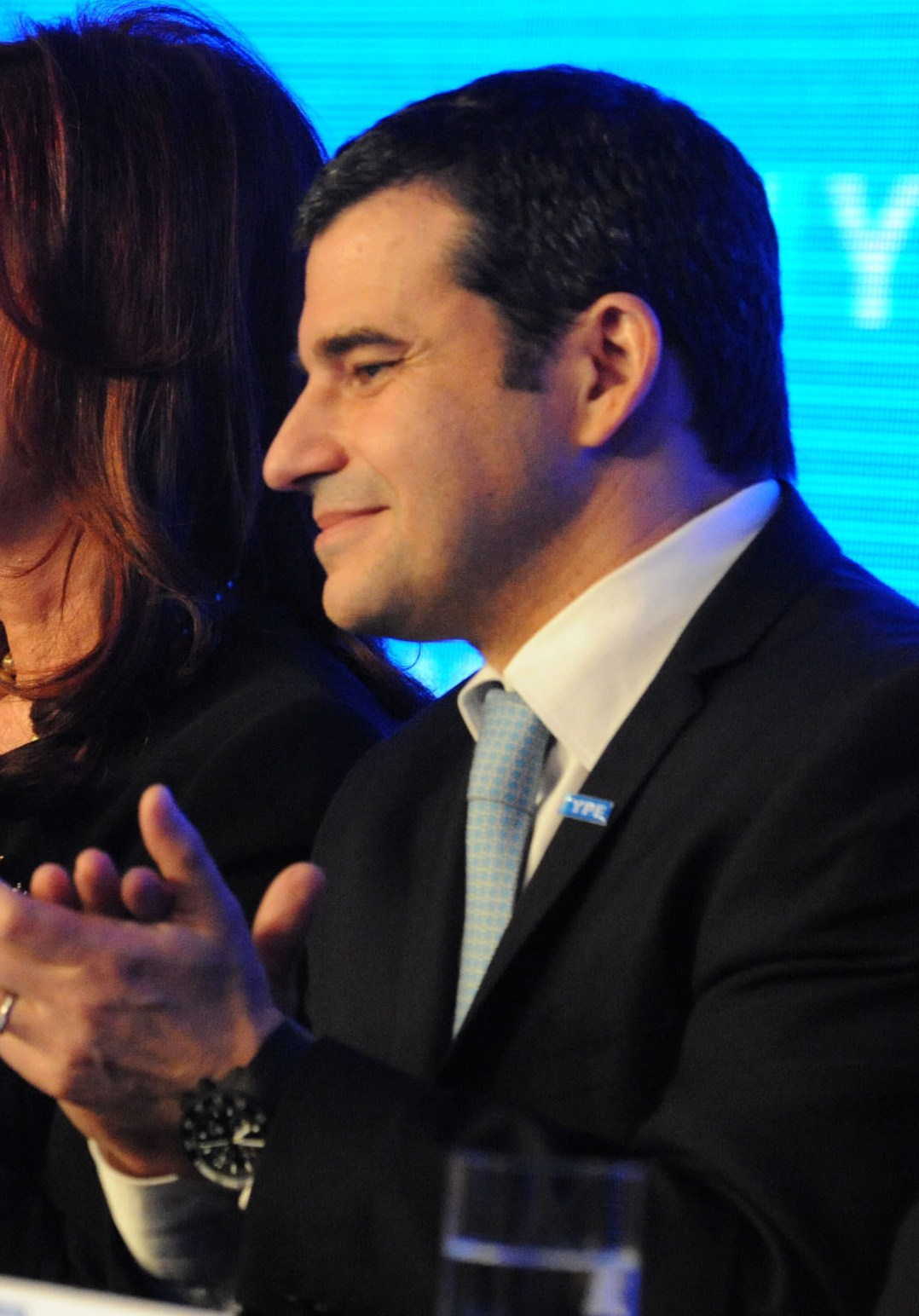
Miguel Galuccio, CEO de YPF desde la expropiación de la petrolera en 2012 hasta 2016.

El contrato fue cuestionado por la oposición política ya que Texaco (petrolera comprada por Chevron en 2001) durante los treinta años que explotó la Amazonia ecuatoriana, causó graves contaminaciones al medio ambiente. Ecuador demandó judicialmente a Chevron por diecinueve mil millones de dólares por los daños ambientales ocasionados. Precisamente, Adolfo Pérez Esquivel dijo que Chevron es «prófuga de la Justicia ecuatoriana», a su vez calificó a los contratos de «entregadores de recursos» y de dañinos para el medio ambiente por el uso de la técnica fracking. El partido UNEN también calificó al acuerdo de «entregador de los recursos económicos del país». Por su lado Fernando Solanas advirtió que el fracking, es una actividad altamente contaminante.
Según los informes presentados por YPF ante la Secretaría de Energía, la producción diaria en Santa Cruz creció 15.2 % en el segundo trimestre en comparación con el mismo trimestre del año anterior.
El 24 de agosto de 2014 YPF anunció el descubrimiento de un yacimiento en la provincia de Santa Cruz, en el área de Los Perales y Las Mesetas, el mismo tiene un potencial diario de 200 000 m³ y 370 barriles de petróleo.
El martes 10 de noviembre de 2015 la Corte Suprema de la Nación ordena que se hagan públicas las cláusulas del acuerdo entre YPF y Chevrón en Vaca Muerta.

## Actualidad

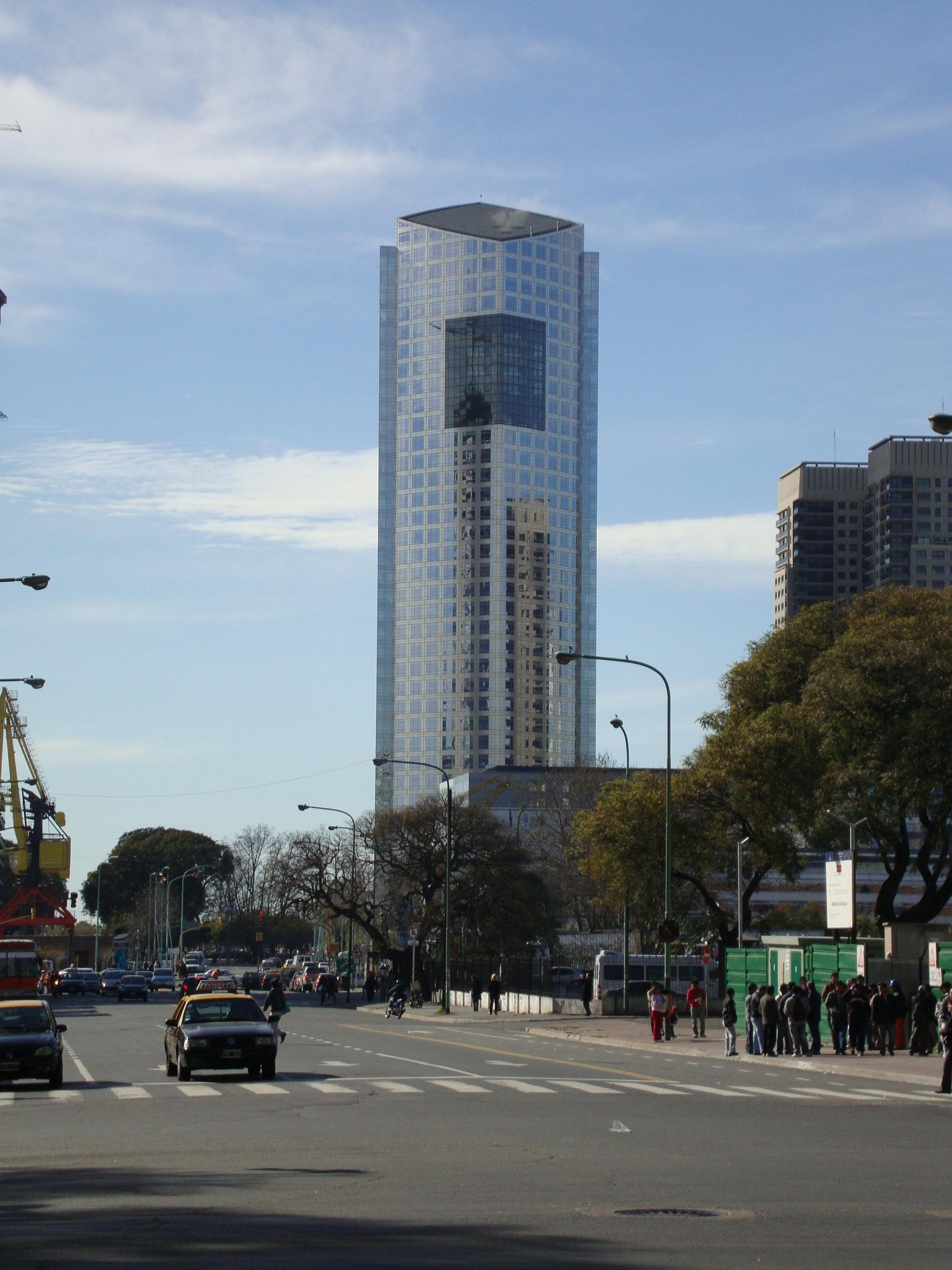
Edificio de la Sede de YPF, una de las mayores empresas del país, ubicada en el barrio de Puerto Madero.

En la actualidad, el petróleo en Argentina, junto con el gas natural y los productos petroquímicos, son el segundo mayor producto de exportación, responsables de un 20 % del total, de las cuales solo el 4.6 % se exporta en bruto, sin industrialización. Argentina posee una considerable riqueza petrolera y gasífera, que le permite organizar una cadena de producción petroquímica que, junto a la cadena de la soja y la industria metal-mecánica, constituyen la base de la economía nacional.
Los principales yacimientos se encuentran en el este de la provincia del Neuquén, el golfo de San Jorge y el noreste de la provincia de Salta. Otras cuencas significativas son la cuenca marítima del norte de Tierra del Fuego, el centro de la provincia de Mendoza, la provincia de Santa Cruz en inmediaciones de Río Gallegos, el noroeste de Formosa y el extremo norte de Río Negro. La provincia del Neuquén concentra cerca de la mitad de toda la producción de hidrocarburos. Una red de oleoductos y gasoductos transporta los productos a Bahía Blanca, donde se encuentra el principal polo petroquímico, y a la conurbación industrial que se extiende entre Rosario y La Plata, y que tiene como núcleo principal el Gran Buenos Aires.
Argentina posee la tercera reserva de gas más grande del planeta. Según estimaciones del Departamento de Energía de los Estados Unidos, la Argentina ocupa el cuarto puesto mundial en reservas de petróleo no convencional y el segundo en gas pizarra. El país cuenta con reservas por 27 000 millones de barriles de petróleo no convencional.
Entre 2010 y 2020, se produjo un proceso de renacionalzación del negocio de hidrocarburos. En 2012 se produjo la estatización de YPF, la más importante empresa de hidrocarburos del país; en 2013 el grupo argentino Bridas compró los negocios de la estadounidense ExxonMobil en la Argentina, Paraguay y Uruguay, incluyendo 530 bocas de expendio en Argentina. En 2015 la argentina Pampa Energía oficializó la compra de Petrobras Argentina por 892 MUSD y alrededor de cien estaciones de servicio.
Hacia el año 2015 YPF alcanzó un 62.5 % de participación de mercado argentino de naftas prémium y 55.7% de nafta súper. Durante el primer cuatrimestre de 2016, YPF mostró una caída en sus ganancias operativas del 63.8 %. En el primer semestre de 2017 la producción de petróleo y gas en Argentina fue la peor en veinticinco años y estuvo apenas por encima de 1981, retrocediendo su nivel de producción treinta y seis años.
Se han perforado 260 pozos en la zona de recursos no convencionales de Vaca Muerta, con una inversión de tres mil millones de dólares; para este emprendimiento,  YPFse ha asociado a empresas como Chevron, Dow Chemical Company y Petrobras. YPF aumentó su producción en un 5.6 % en 2014 con respecto a la producción de 2011, mientras que la producción de gas se elevó al 31 % para el mismo periodo. Para ello se adquirieron el triple de equipos de perforación, pasado de 25 que había en 2011 a 75 para 2014.
La extracción de crudo disminuyó en un 1.44 % durante 2014, según datos de la Secretaría de Energía. No obstante, si se pone el foco en la producción por provincias, Chubut es la mayor productora, con un incremento de un 2.8 %, pero en Santa Cruz hubo un retroceso del 3.18 %. La producción de la provincia de Neuquén creció un 2.24 % gracias a los recursos no convencionales. En Mendoza la extracción de crudo también bajó en un 3.7 %. Las cuatro provincias citadas anteriormente representan poco más de ocho de cada diez metros cúbicos que se extraen. YPF fue la empresa que experimentó un mayor crecimiento en producción de hidrocarburos, con un alza del 8.85 % (gracias también a la adquisición de activos de Petrobras), mientras que Pan American Energy que explota en Cerro Dragón, provincia de Chubut registró un aumento del 2.69 %, mientras que Pluspetrol y Sinopec registraron bajas del 4.7 % y 15 %.
Para 2018, la extracción de crudo disminuyó un 8.1% con respecto al 2014. No obstante creció un 2.1% con respecto al año pasado, siendo el primer año de crecimiento desde más de una década. En Gas Natural, la extracción superó la de 2014 en 13.5% (y en un 5.3% la del año anterior). El incremento en los montos extraídos, se explica fundamentalmente por el desarrollo de Vaca Muerta y la incorporación de nuevos yacimientos en la Cuenca Austral y fueron el resultado de la aplicación de importantes incentivos por parte del Estado Nacional.
La producción de petróleo de Argentina en 2017 fue de 580 000 barriles por día, cayendo a 469 000 barriles por día en 2020 por falta de inversiones. La producción de gas natural también cayó entre 2015 y 2020, a poco menos de 798 000 barriles de petróleo equivalente en 2020. Después de casi veinte años como exportador de energía, una combinación de producción de petróleo en caída y consumo de energía en aumento ha causado que Argentina se convirtiera en un importador de energía en 2011. Aunque Vaca Muerta tiene cerca de 16 millones de barriles de petróleo de esquisto técnicamente recuperable y es el segundo depósito más grande de gas natural de esquisto en el mundo, el país carece de la capacidad para explorar el depósito: se necesitan capital, tecnología y conocimientos que solo pueden provenir de las empresas energéticas offshore, que ven a la Argentina y sus erráticas políticas económicas con considerable recelo, sin querer invertir en el país.
Diversas cuestiones, desde que el precio del barril como el hecho que el crudo no convencional ronda los treinta dólares y no es rentable para Vaca Muerta, la reducción del consumo de combustible durante la pandemia de COVID de 2020, la devaluación del peso y la escasez de dólares, llevaron la valuación de YPF para marzo de 2021 a solamente mil quinientos millones de dólares, sin contar que la empresa tiene deudas por seis mil doscientos millones de dólares y juicios aún vigentes. Cabe resaltar que –en su momento– el gobierno de Cristina Kirchner pagó a Repsol una cifra de cinco mil millones de dólares por el 51 % de YPF. Pese a que la empresa cuenta con el segundo yacimiento del mundo de gas no convencional y el cuarto de petróleo ubicado en la Patagonia –por lo que existían grandes expectativas en torno a los ingresos de divisas gracias al yacimiento– ni ella, ni su sucesor Mauricio Macri, tuvieron políticas activas para activar su potencial.
Durante la post-pandemia la producción petrolera comenzó a crecer. En 2021 la empresa YPF redujo su déficit en un 96,9 % y tuvo una suba en sus ganancias de un 41,2 %, a su vez el total de su deuda ascendía para finales de 2021 a 7379 millones de dólares, con una reducción del 8,6 % en comparación al año anterior. Estas cifras fueron consecuencia de un incremento de la producción de petróleo y gas no convencionales del 62,3 % y 98,7 % respectivamente, durante el cuarto trimestre de 2021, en comparación al mismo periodo de 2020. Un informe de 2022 marcó que la producción de petróleo creció un 6.1% entre 2012-2022, mientras que la demandas de productos derivados del petróleo como el gasoil fue del 9.5%, y las naftas aumentaron un 32.2%, por lo que el país se volvió dependiente del consumo externo de energía. La producción petrolera de 2023 total fue de 36.868 Mm3, un 9% mayor a la registrada en el año anterior y 16,1% mayor a la del año 2013, siendo la producción mayor de la década, Pero un 25% menor que la producción del año 1998. El país alcanzó marcas históricas en la producción de hidrocarburos en 2024, con un aporte del 55% y 50% en petróleo y gas por parte de Vaca Muerta. La producción de crudo promedio al rededor de los 390 mil barriles diarios tratándose de un incremento del 27% en comparación con 2023 por parte de Vaca Muerta, por otra parte en lo respectivo a la producción de gas, se dio un incremento del 20% interanual, además la producción gasífera de Vaca Muerta representó la mitad del total nacional.
En 2017 se fundó Vista Oil & Gas (luego renombrada Vista Energy) bajo el liderazgo del ex CEO de YPF, Miguel Galuccio. Desde entonces, la compañía se posicionó como una de las principales operadoras privadas en el desarrollo no convencional de Vaca Muerta. Su actividad se concentra en el bloque Bajada del Palo Oeste, en la Cuenca Neuquina, donde implementó esquemas de perforación horizontal con múltiples etapas de fractura y alcanzó producciones relevantes de shale oil.
En 2024 se creó Bentia Energy, una firma argentina encabezada por el exministro de Energía Javier Iguacel, junto con representantes de TB Cargo. La empresa resultó adjudicataria de varias áreas en la Cuenca Neuquina a partir del proceso de desinversión de YPF conocido como "Proyecto Andes". Las operaciones de Bentia se concentran en bloques maduros agrupados en los clústeres Neuquén Norte y Sur, donde inició trabajos de mantenimiento y reactivación productiva.